# 뉴욕
뉴욕(영어: New York) 또는 뉴욕시(영어: New York City 뉴욕 시티[*], 영어: City of New York 시티 오브 뉴욕[*], 영어: NYC)는 미국의 북동부, 뉴욕주의 남쪽 끝에 있는 도시이자 미국에서 가장 인구가 많은 도시이자 전 세계에서 가장 인구가 많은 도시 중 하나이자 미국의 최대 도시이다. 세계적인 대도시인 뉴욕은 상업, 금융, 미디어, 예술, 패션, 연구, 기술, 교육, 엔터테인먼트 등 많은 분야에 걸쳐 큰 영향을 끼치고 있으며, 도쿄, 런던과 함께 세계적인 글로벌 도시이자 세계의 문화 수도로 불리기도 한다. 이 외에도 뉴욕은 국제 외교에서 중요한 도시이며, 유엔 본부가 있다.
뉴욕항은 세계에서 가장 큰 자연 항구 가운데 하나이다. 뉴욕은 맨해튼, 브루클린, 퀸스, 브롱크스, 스태튼아일랜드와 같은 다섯 개의 자치-독립구로 나뉘어 있다. 이 자치구들은 각각 독립되어 있었다가 1898년 뉴욕에 합병되었다. 뉴욕의 인구는 2011년을 기준으로 8,244,910명으로, 305 제곱마일(790km2)에 걸쳐 분산되어 있다. 또한, 뉴욕은 미국에서 인구 밀도가 가장 높은 도시 중 하나이다. 800개가 넘는 언어가 사용되며, 세계에서 가장 다양한 언어가 공존하는 도시이다. 뉴욕 대도시권에는 6,720 제곱마일(17,400km2)에 걸쳐 1,890만 명의 인구가 살고 있다.
이 지역은 1624년 네덜란드 공화국의 이주민들이 무역항으로 설립하였고, 1626년 네덜란드인들이 뉴암스테르담이라는 지명을 붙였다. 1664년에는 영국인들이 강제 점령해 도시와 그 주변 지역을 통치했고, 찰스 2세가 동생 요크 공(제임스 2세)에게 땅을 주면서 뉴 요크라고 불리다가 뉴욕이라고 줄여서 부르기 시작하였다. 뉴욕은 1789년부터 1791년까지 미국의 공식적인 수도였다. 1790년부터는 미국에서 가장 큰 도시로 성장했다. 이후 19세기 말부터 20세기 초까지 수백만의 이민자들이 배를 타고 뉴욕으로 이주해 왔다.
뉴욕에는 5번로를 포함한 거리, 자유의 여신상을 포함한 랜드마크가 많이 있으며, 연간 5천만 명의 관광객이 방문한다. 타임스 스퀘어는 '세계의 교차로'(The Crossroads of the World)라고 불리고 있다. 타임스 스퀘어 부근에서는 브로드웨이 연극이 상연되며, 뉴욕은 엔터테인먼트 산업의 중심지로 일컬어진다. 엠파이어 스테이트 빌딩, 록펠러 센터, 크라이슬러 빌딩을 포함한 초고층 건물, 센트럴 파크를 포함한 공원, 브루클린교 등을 포함한 다리도 많이 있다. 경제 수도로도 불리는 뉴욕에는 월 가가 있으며, 뉴욕 증권거래소(NYSE)와 NASDAQ이 이 거리에 있다. 맨해튼의 부동산 시장은 세계에서 가장 비싸다. 뉴욕 지하철은 세계 최대의 지하철망 중 하나이며, 컬럼비아 대학교, 뉴욕 대학교를 포함한 수많은 대학교도 뉴욕에 있다.

## 역사

### 초기 역사

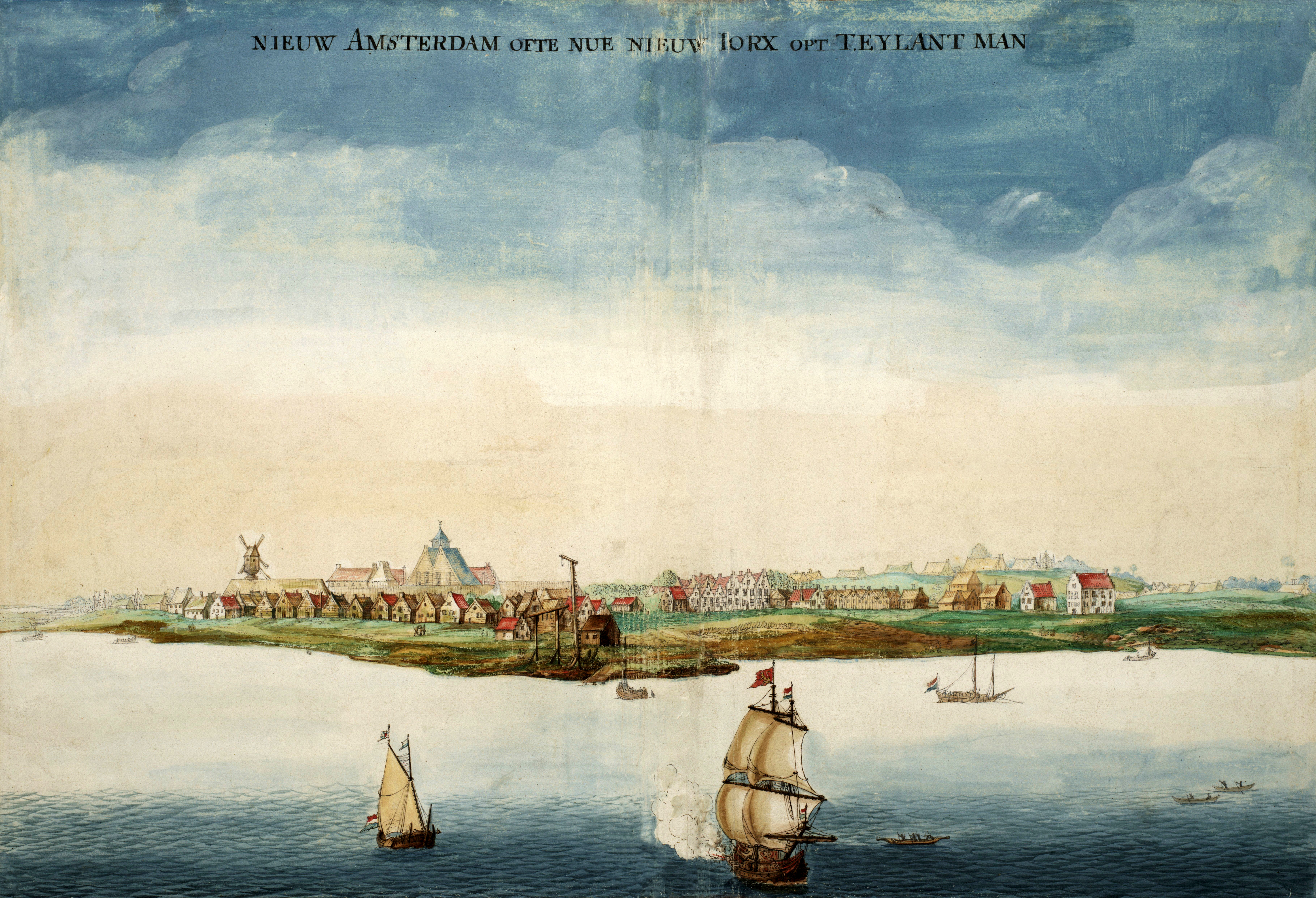
1660년 로어 맨해튼의 모습 (오른쪽이 북쪽) 당시 뉴암스테르담의 일부였다.

1524년, 프랑스 국왕의 명령을 받은 이탈리아의 탐험가 조반니 다 베라차노가 라도피네 호를 타고 어퍼뉴욕만을 발견했다. 조반니는 배에서 하룻밤을 지낸 다음 프랑스로 돌아와 어퍼뉴욕만을 프랑스의 영역임을 주장하며 이 지역을 뉴엉글렘(New Angoulême, Nouvelle-Angoulême)이라고 명명했다. 그 당시 이 지역에는 약 5,000명의 레나페족 인디언이 살고 있었다. 그 해 1월 이후, 포르투갈인 에스테반 고메스가 스페인 국왕 카를 5세의 명령을 받아 뉴욕 항만에 도착해 허드슨강 입구를 발견했고, 히우 데 산 안토니우(Rio de San Antonio)라는 이름을 붙였다.
1609년 영국의 탐험가 헨리 허드슨은 네덜란드 동인도 회사의 선박 할베 마엔(네덜란드의 헬프 문)을 타고 동북 항로 개척을 계획하여 뉴욕 항구에 도착했고, 오늘 날의 허드슨강을 발견했다. 네덜란드가 1614년 맨해튼 남단에 모피 무역을 위해 식민지를 세운 이후 본격적인 유럽인의 정착이 시작되었다. 이 식민지는 나중에 뉴암스테르담(New Amsterdam, Nieuw Amsterdam)이라고 불리게 된다. 네덜란드 식민지 총재 페터 미노이트가 1626년, 레나페족으로부터 맨해튼섬을 현재로는 약 1000달러 정도인 60휠던 만큼의 물품과 교환했다.
1664년 9월 8일, 영국 함대가 뉴암스테르담을 강제 점령하였고, 영국 왕 제임스 2세 (요크 공)의 이름을 따서 뉴욕으로 개칭했다. 2차 영국-네덜란드 전쟁 후, 네덜란드는 북아메리카에서 영국의 뉴암스테르담 (뉴욕)의 지배를 인정하는 대신에, 향신료 무역의 중심지로서 가치있는 토지였던 반다 제도의 룬섬을 지배하였다. 1700년까지, 레나페족의 인구는 200명까지 감소했다.
뉴욕은 대영 제국의 지배 하에 무역항으로서 중요성이 높아져 갔다. 1700년에는 뉴욕에 시청이 생기면서 본격적인 발전을 하기 시작했다. 1702년에는 황열병으로 인해 도시 인구 10%가 감소하였으며, 1702년부터 1800년까지 황열병이 유행했다.
1735년에는 존 피터 젱어 사건이 무죄 판결을 받았으며, 이 재판을 시작으로 북아메리카에 언론 자유가 확립되어 갔다. 1754년 조지 2세의 칙허장으로 로어맨해튼에 왕립대학인 컬럼비아 대학교가 설립되었다. 1765년 10월에는 인지법 의회가 뉴욕에서 열렸다.
또한, 미국 독립 전쟁 동안에는 크고 작은 전투가 반복되었다. 1776년에 어퍼맨해튼에서 일어난 워싱턴 요새 전투에서 미군이 대패한 후, 뉴욕은 영국군의 북아메리카의 군사적, 정치적 거점이 되었고, 전쟁이 끝날 1783년까지 영국군의 점령은 계속되었다. 종전 후 연합 회의가 뉴욕에서 열렸으며, 뉴욕은 미국의 수도가 되었다. 1790년, 조지 워싱턴이 초대 대통령으로 취임하면서 미국의 수도로서의 지위는 상실하였으나, 뉴욕에서 제1회 연방 의회가 열렸으며, 권리 장전이 제정되었다. 이 모든 것이 월가의 페더럴 홀에서 이루어졌다. 1790년에는 뉴욕은 필라델피아를 제치고 미국 최대의 도시로 성장했다.

### 근현대 역사

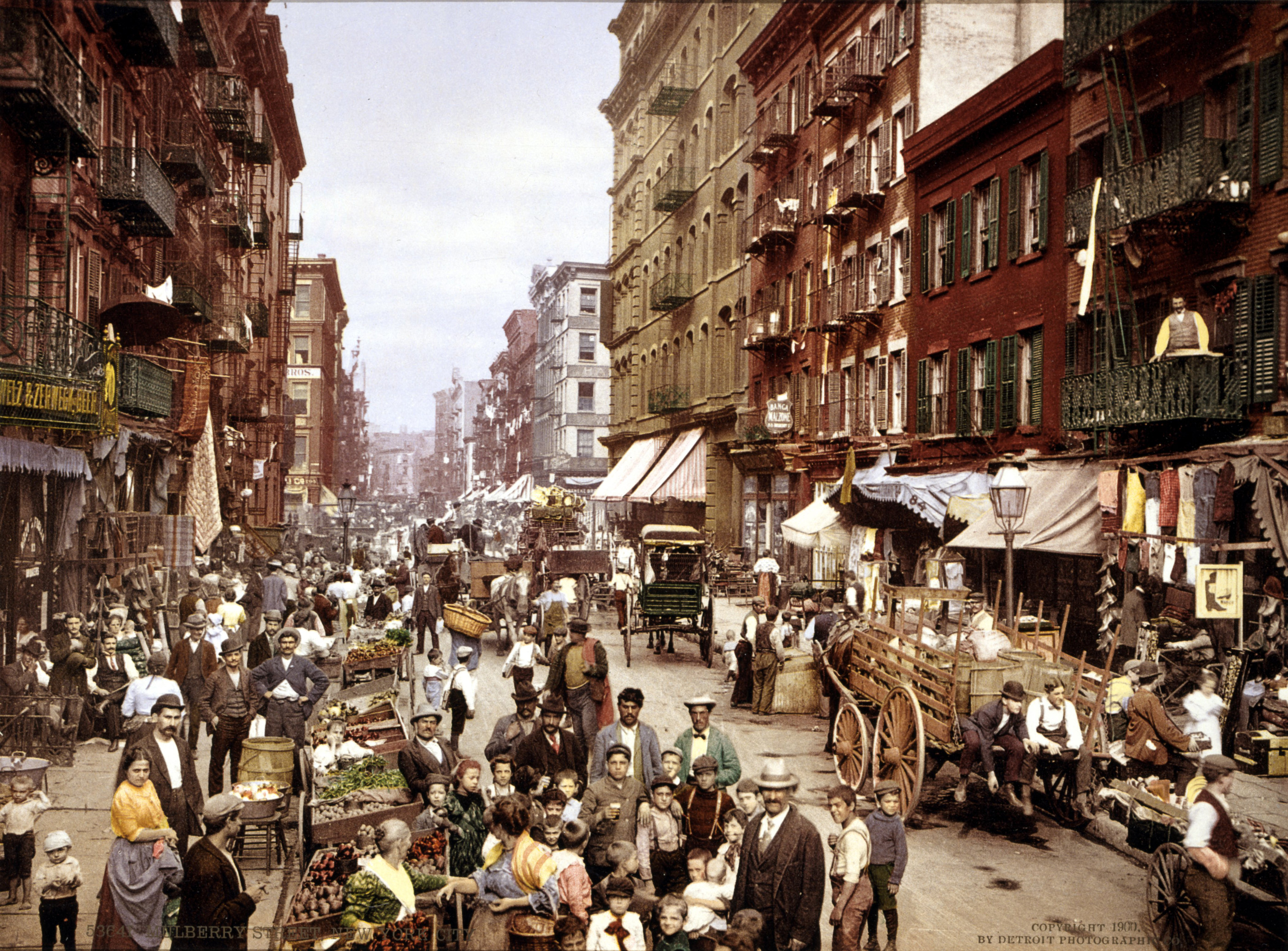
1900년경 맨해튼의 멀베리 스트리트

19세기, 뉴욕은 이민자의 유입 및 도시 개발에 의해 크게 바뀌었다. 1811년 위원회 계획에 의해 맨해튼 전역은 격자 거리로 바뀌었다. 1819년에 이리 운하가 개통되어, 대서양의 항구와 북아메리카 내륙의 광대한 농업 시장이 연결되었다. 이 시기에는 아일랜드계 정당 조직인 태머니홀이 뉴욕의 정치를 좌지우지하고 있었다. 센트럴 파크도 건설이 시작되었으며, 1857년 미국의 도시 중 최초의 도시 공원이 되었다. 맨해튼이나 브루클린에는 아프리카계 사람 (흑인)도 많았다. 뉴욕은 1827년까지 노예 제도가 유지되고 있었고, 1830년대에 뉴욕 북부가 노예제 폐지 운동의 중심지가 되었다. 1840년 시점에서 뉴욕의 아프리카계 인구는 16,000명을 넘었다. 1847년 발생한 아일랜드 대기근으로 인해 아일랜드 이주민들의 대규모 유입이 일어났고, 1860년에는 아일랜드인들이 20만 명을 넘어 뉴욕 인구 4명 중에 한 명은 아일랜드인이었다. 독일에서도 많은 이민자들이 왔으며, 1860년 뉴욕 인구 중에 아일랜드인들을 제외하고 25%를 독일인들이 차지했다.
미국 남북 전쟁 때의 징병제에 대한 불만으로, 1863년 뉴욕 징병거부 폭동이 발생했다. 이 폭동은 미국 역사에서 최악의 폭동 중 하나가 되었다. 1898년, 당시 독립시였던 브루클린과 브롱크스의 일부를 포함했던 뉴욕군, 리치먼드군, 퀸스군 서부가 합병하여 현재의 뉴욕이 형성되었다.

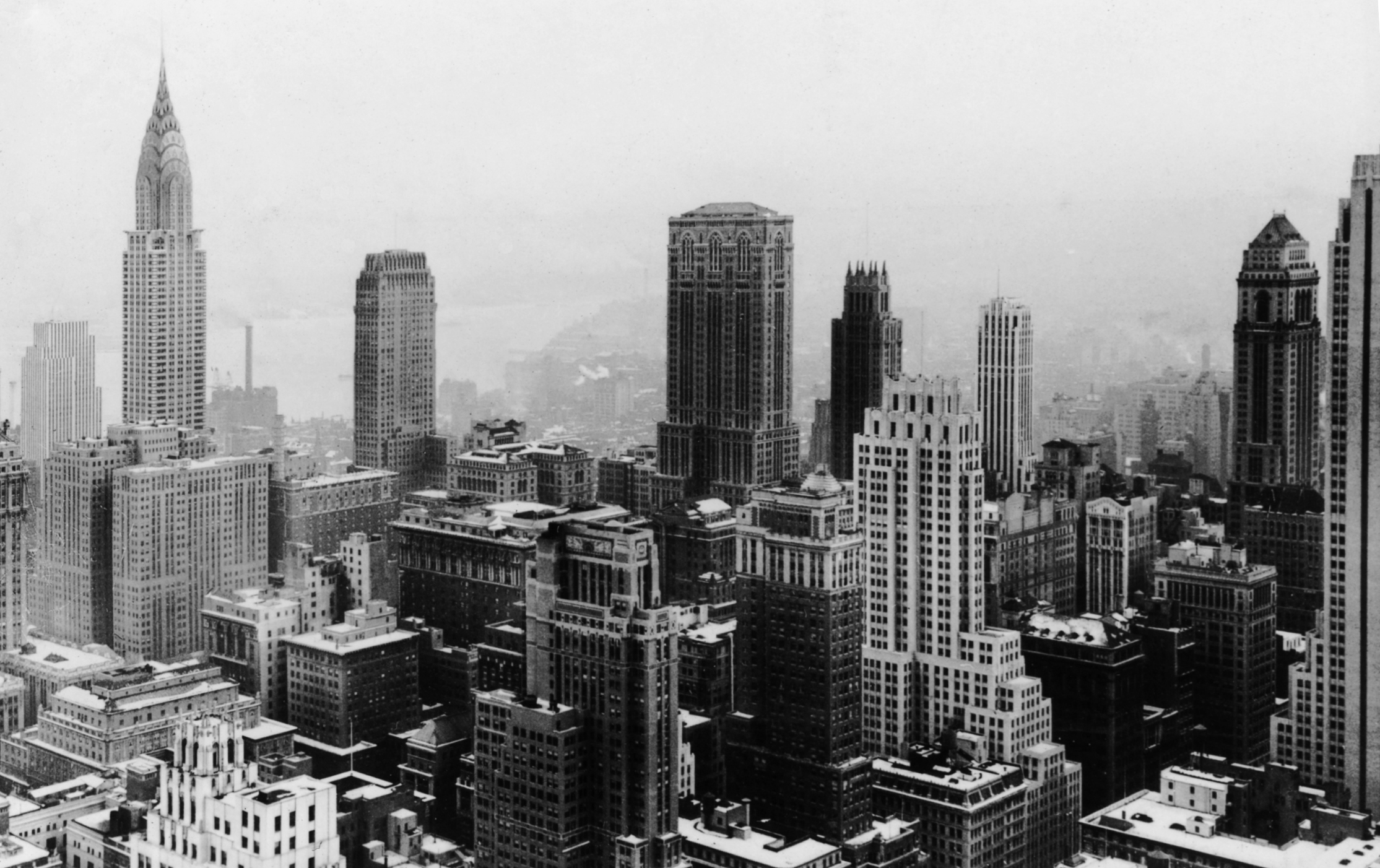
1932년 록펠러 센터에서 본 뉴욕 미드타운 맨해튼의 모습

1904년에는 뉴욕 지하철이 개통되었다. 같은 해, 1904년 이스트강에서 증기선 제너럴 슬로컴호에 화재가 발생하여 타고 있던 1,021명이 사망했다. 1911년 발생한 트라이앵글 셔츠웨이스트 공장 화재는 뉴욕에서 발생한 최악의 산업 재해 중 하나로, 146명의 의류 공장 노동자가 사망하였다. 이 사고는 국제 여성 의류 노동 조합의 성장을 촉발하게 되었으며, 공장의 안전 기준이 대폭적으로 개선되었다.

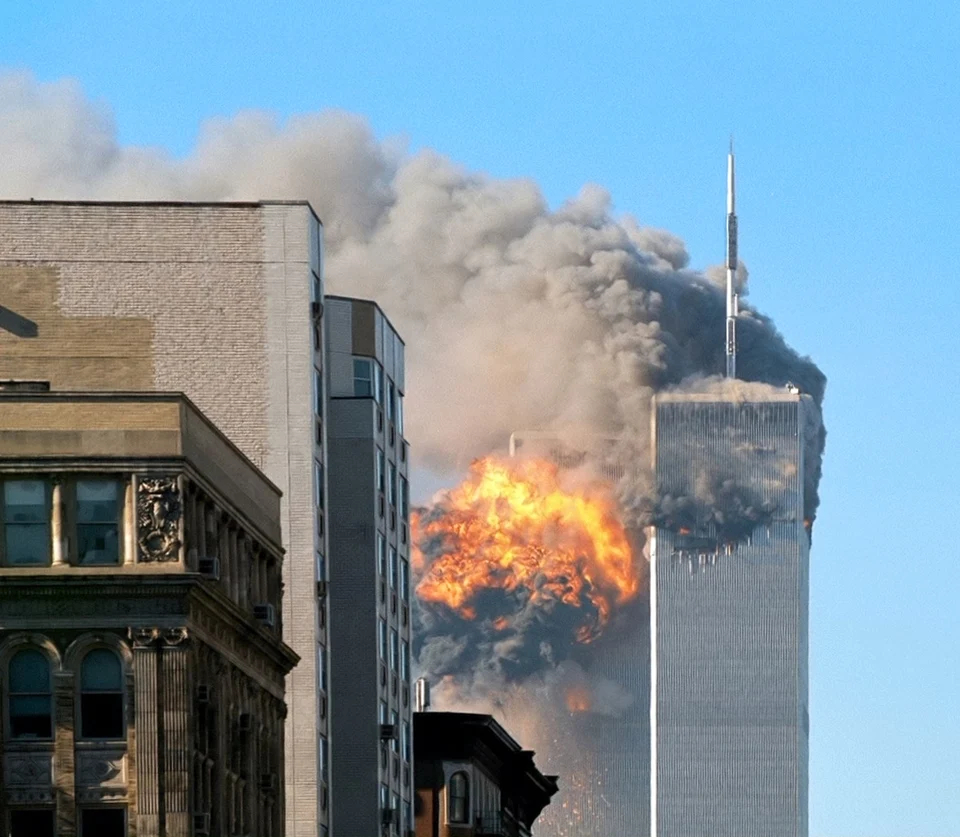
9·11 테러 (2001년 9월 11일)

1920년대에 들어서는 아프리카계 미국인의 대이동으로 남부에서 온 아프리카계 미국인이 뉴욕으로 많이 유입되었다. 1916년까지 뉴욕에 사는 아프리카계 사람은 북아메리카에서 최다가 되었다. 금주법 시대에는 할렘 르네상스가 번성하였고, 급격한 경제 성장에 따라 초고층 빌딩이 지어지기 시작하여 도시의 풍경은 크게 바뀌었다. 1920년대 초에 들어서는 런던을 제치고 세계에서 가장 인구가 많은 도시가 되었다. 1930년대의 뉴욕 대도시권 인구는 천만 명을 넘어 인류 역사상 최초로 메가시티가 되었다. 대공황 시대에는 피오렐로 라가디아가 시장으로 선출되면서 시정을 좌지우지하던 태머니홀은 80년에 걸친 정치적 지배권을 잃었다.
제2차 세계 대전 이후에는 경제 부흥이 시작되었다. 퀸스 동부는 거대한 주거 지역으로 개발이 진행되었다. 월가는 미국을 세계 경제의 중심지로 만들었으며, 유엔 본부가 설치되면서 정치적으로도 영향력이 커져갔다. 뉴욕에서 발생한 추상 표현주의는 세계 예술의 중심지를 파리에서 뉴욕으로 바꾸었다.

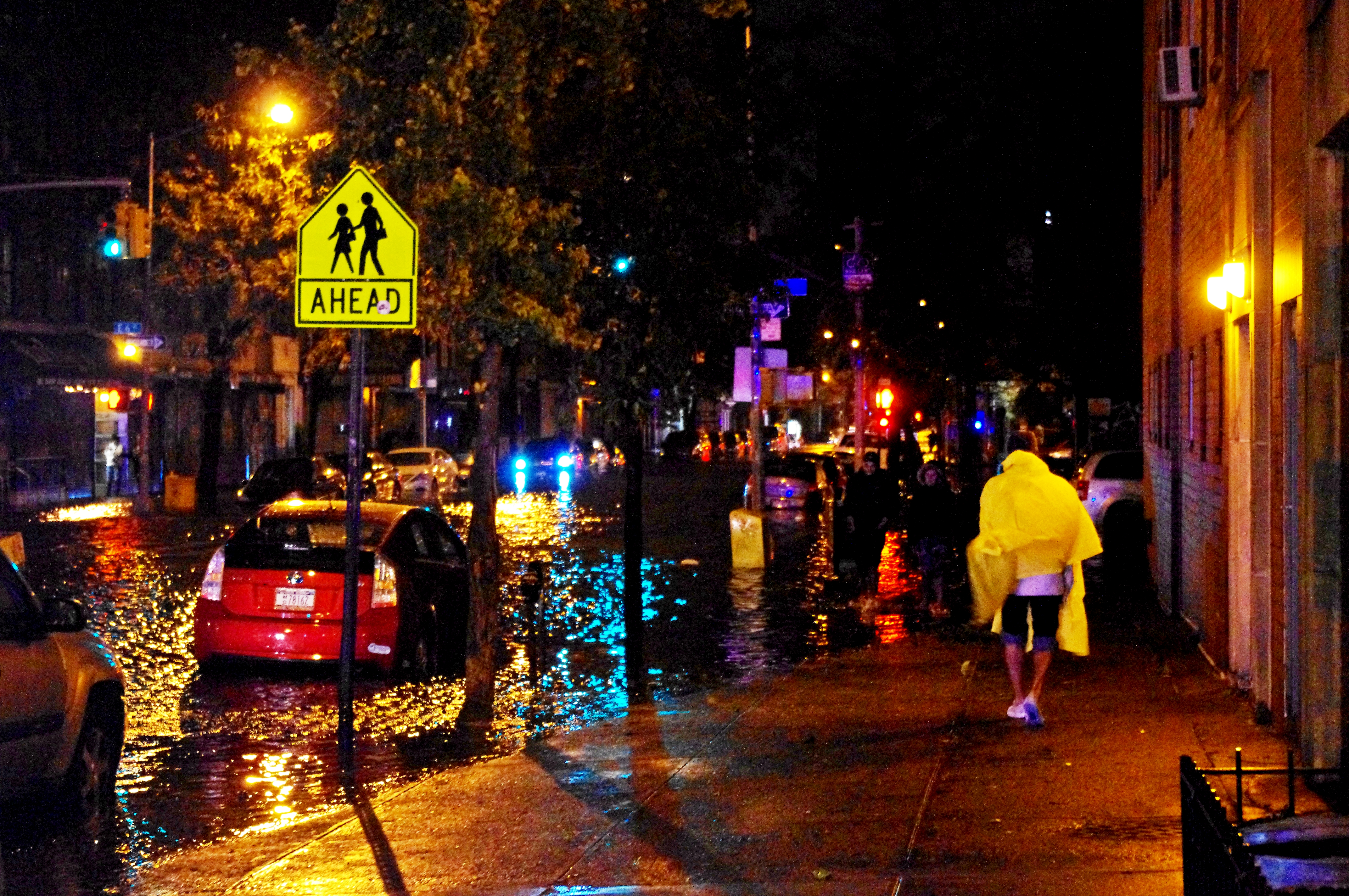
허리케인 샌디로 인해 물에 잠긴 이스트빌리지

1960년 산업 구조 조정으로 인한 일자리 상실은 1970년대 경제 문제와 범죄율 상승 등의 결과를 초래했다. 1980년대에 뉴욕은 경제와 금융 산업 부활을 위해 많은 노력을 했지만, 범죄율은 이보다 10년 늦은 1990년대부터 개선되기 시작했다. 1990년대 뉴욕 경찰의 전략이 변화되었고, 경제적 변화, 젠트리피케이션 현상, 아시아와 라틴 아메리카에서 온 새로운 이주민들로 인해 뉴욕 범죄율은 급격하게 하락하였다. 실리콘앨리와 같은 새로운 산업은 도시의 경제를 살리는데 기여했다.
뉴욕은 2001년 9월 11일 발생한 9·11 테러의 현장이 되었다. 세계 무역 센터의 붕괴로 3,000여 명이 목숨을 잃었다. 이 장소에는 원 월드 트레이드 센터, 기념관 등 새로운 건물들이 들어섰다.
2012년 10월 29일 뉴욕은 허리케인 샌디로 인해 피해를 입었다. 홍수로 많은 터널, 지하철역, 거리가 물에 잠겼으며, 뉴욕의 많은 지역을 포함한 근교 지역은 전력 공급이 중단된 적도 있다.

## 지리

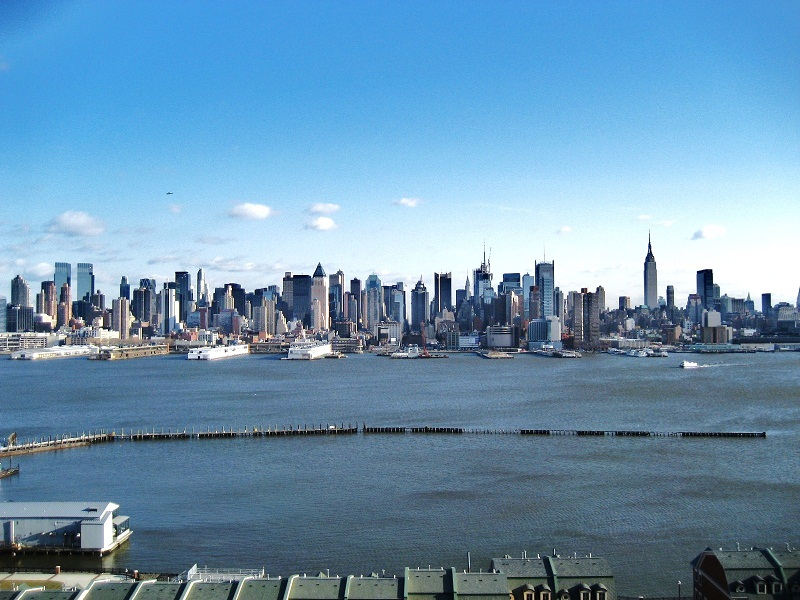
해밀턴 공원에서 바라본 맨해튼섬

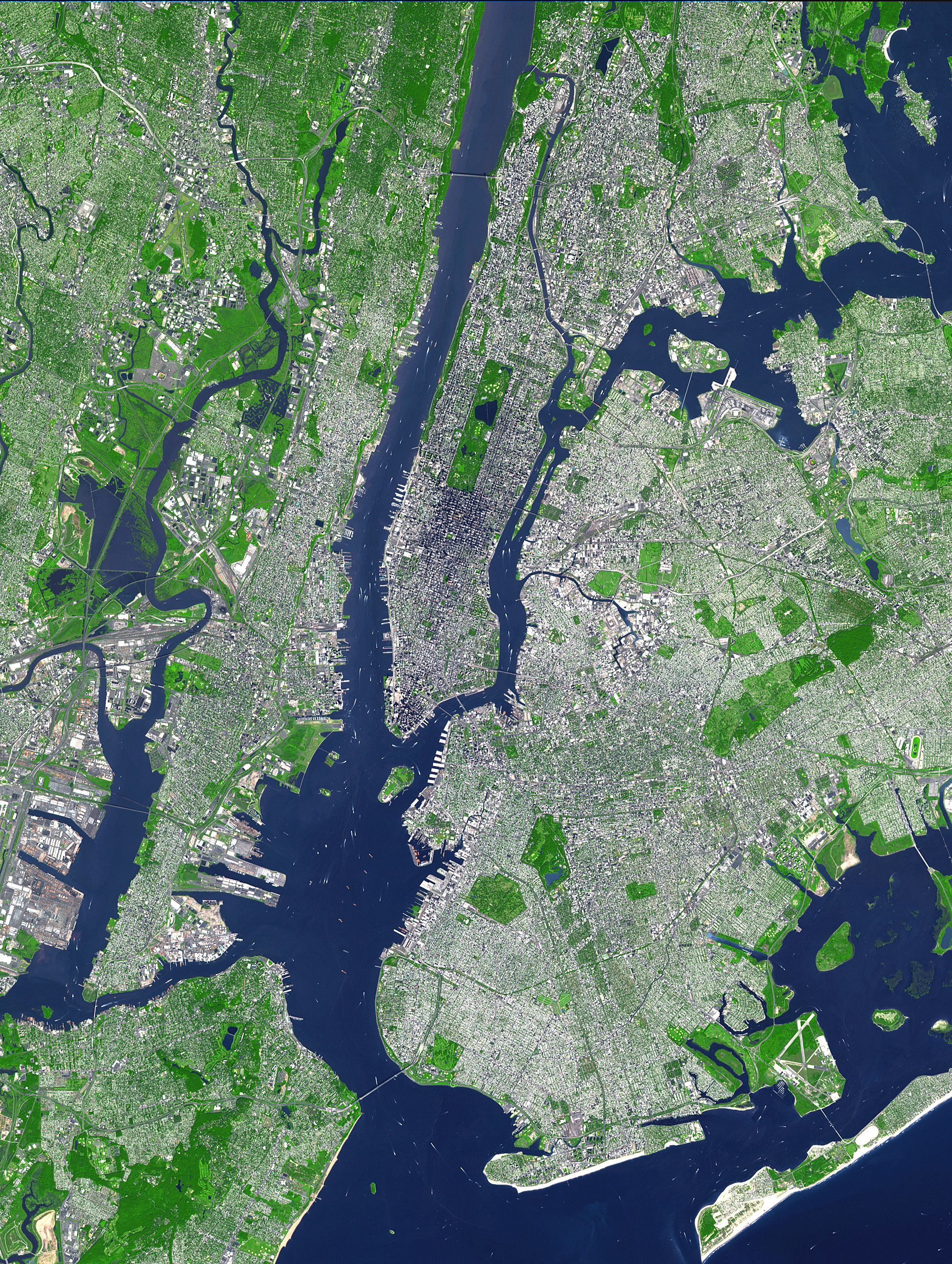
뉴욕 대도시권의 위성 사진

### 지형
뉴욕은 미국 북동부 뉴욕주 동남쪽, 워싱턴 D.C.와 보스턴의 중간에 있다. 대서양으로 나아갈 수 있는 허드슨강 입구에 자리 잡고 있는 뉴욕은 자연스럽게 중요한 무역 도시로 성장했다. 뉴욕은 맨해튼, 스태튼아일랜드, 롱아일랜드 세 섬에 걸쳐 도시가 펼쳐져 있다.
허드슨강은 허드슨 밸리를 거쳐 뉴욕만에 흘러나가며, 뉴욕과 트로이 사이에는 삼각강이 형성되어 있다. 또한, 허드슨강은 뉴저지주와 뉴욕시의 경계를 이룬다. 이스트강은 롱아일랜드 해협에서 흘러 들어오며 브롱크스와 맨해튼, 롱아일랜드 사이의 경계를 이룬다. 할렘강은 본토의 일부인 브롱크스와 맨해튼의 사이를 지나간다.
네덜란드 식민지 시대에 강변을 따라 대규모 매립이 진행되었다. 매립 지역 중 가장 유명한 곳은 로어맨해튼이었으며, 1970년대부터 1980년대에 걸쳐 배터리 파크 시티 개발로 주목을 받았다. 지형의 자연스러운 경감의 일부는 특히 맨해튼에서 균등해졌다.
뉴욕의 총 면적은 1,214km2이며, 이 중 수면 면적은 425km2, 육지 면적은 789km2이다. 해발고도가 가장 높은 곳은 스태튼아일랜드의 토트 언덕 (124.9m)이며, 이곳은 메인주 이남의 동해안에서 가장 높은 지점이다. 그 정상 부근은 스태튼아일랜드 녹지의 일부를 이루고 대부분 숲으로 덮여있다.

### 기후
뉴욕은 쾨펜의 기후 구분에서 온난 습윤 기후(Cfa)에 속한다. 맑거나 일시적으로 흐린 날은 연평균 234일이다.
여름은 일반적으로 고온다습하다. 평균 최고 기온은 26 ~ 29 °C (79 ~ 84 °F), 평균 최저 기온은 17 ~ 21 °C (63 ~ 69 °F)으로, 뉴욕 주의 타 지역에 비해 매우 따뜻한 편이다. 32 °C (90 °F)를 넘는 날은 연평균 19일이다. 겨울은 춥고, 육지에서 바다로 부는 항풍은 대서양과 애팔래치아 산맥에 의해 시카고, 신시내티, 피츠버그와 같은 위도에 위치한 북아메리카 도시에 비해서 따뜻하다. 가장 추운 1월의 평균 기온은 0 °C (32 °F)이다. 영하로 기온이 내려가는 날은 연평균 75일이며, 영하 15 °C (5 °F)를 밑도는 날은 연평균 1일이다. 봄과 가을의 기후는 변하기 쉽고, 쌀쌀한 날부터 더운 날까지 있지만 대체로 습도가 낮아 쾌적하다.
연평균 강수량은 약 1180mm로, 계절에 따른 강우량의 차이는 적다. 연평균 적설량은 약 710mm이다. 허리케인이나 열대성 저기압은 적지만, 전혀 없는 것은 아니다. 12월에는 일몰 시각이 오후 4시 30분경이다.
| 뉴욕 (센트럴 파크)의 기후                                                                      | 뉴욕 (센트럴 파크)의 기후 | 뉴욕 (센트럴 파크)의 기후 | 뉴욕 (센트럴 파크)의 기후 | 뉴욕 (센트럴 파크)의 기후 | 뉴욕 (센트럴 파크)의 기후 | 뉴욕 (센트럴 파크)의 기후 | 뉴욕 (센트럴 파크)의 기후 | 뉴욕 (센트럴 파크)의 기후 | 뉴욕 (센트럴 파크)의 기후 | 뉴욕 (센트럴 파크)의 기후 | 뉴욕 (센트럴 파크)의 기후 | 뉴욕 (센트럴 파크)의 기후 | 뉴욕 (센트럴 파크)의 기후 |
| 월                                                                                             | 1월                       | 2월                       | 3월                       | 4월                       | 5월                       | 6월                       | 7월                       | 8월                       | 9월                       | 10월                      | 11월                      | 12월                      | 연간                      |
| ---------------------------------------------------------------------------------------------- | ------------------------- | ------------------------- | ------------------------- | ------------------------- | ------------------------- | ------------------------- | ------------------------- | ------------------------- | ------------------------- | ------------------------- | ------------------------- | ------------------------- | ------------------------- |
| 역대 최고 기온 °C (°F)                                                                         | 22 (72)                   | 26 (78)                   | 30 (86)                   | 36 (96)                   | 37 (99)                   | 38 (101)                  | 41 (106)                  | 40 (104)                  | 39 (102)                  | 34 (94)                   | 29 (84)                   | 24 (75)                   | 41 (106)                  |
| 일평균 최고 기온 °C (°F)                                                                       | 4.2 (39.5)                | 5.7 (42.2)                | 9.9 (49.9)                | 16.6 (61.8)               | 21.9 (71.4)               | 26.5 (79.7)               | 29.4 (84.9)               | 28.5 (83.3)               | 24.6 (76.2)               | 18.1 (64.5)               | 12.2 (54.0)               | 6.8 (44.3)                | 17.0 (62.6)               |
| 일일 평균 기온 °C (°F)                                                                         | 0.9 (33.7)                | 2.2 (35.9)                | 6.0 (42.8)                | 12.1 (53.7)               | 17.3 (63.2)               | 22.2 (72.0)               | 25.3 (77.5)               | 24.5 (76.1)               | 20.7 (69.2)               | 14.4 (57.9)               | 8.9 (48.0)                | 3.9 (39.1)                | 13.2 (55.8)               |
| 일평균 최저 기온 °C (°F)                                                                       | −2.3 (27.9)               | −1.4 (29.5)               | 2.1 (35.8)                | 7.5 (45.5)                | 12.8 (55.0)               | 18.0 (64.4)               | 21.2 (70.1)               | 20.5 (68.9)               | 16.8 (62.3)               | 10.8 (51.4)               | 5.6 (42.0)                | 1.0 (33.8)                | 9.4 (48.9)                |
| 역대 최저 기온 °C (°F)                                                                         | −21 (−6)                  | −26 (−15)                 | −16 (3)                   | −11 (12)                  | 0 (32)                    | 7 (44)                    | 11 (52)                   | 10 (50)                   | 4 (39)                    | −2 (28)                   | −15 (5)                   | −25 (−13)                 | −26 (−15)                 |
| 평균 강수량 mm (인치)                                                                          | 92 (3.64)                 | 81 (3.19)                 | 109 (4.29)                | 104 (4.09)                | 101 (3.96)                | 115 (4.54)                | 117 (4.60)                | 116 (4.56)                | 109 (4.31)                | 111 (4.38)                | 91 (3.58)                 | 111 (4.38)                | 1,258 (49.52)             |
| 평균 강설량 cm (인치)                                                                          | 22 (8.8)                  | 26 (10.1)                 | 13 (5.0)                  | 1.0 (0.4)                 | 0.0 (0.0)                 | 0.0 (0.0)                 | 0.0 (0.0)                 | 0.0 (0.0)                 | 0.0 (0.0)                 | 0.25 (0.1)                | 1.3 (0.5)                 | 12 (4.9)                  | 76 (29.8)                 |
| 평균 강수일수 (≥ 0.01 인치)                                                                    | 10.8                      | 10.0                      | 11.1                      | 11.4                      | 11.5                      | 11.2                      | 10.5                      | 10.0                      | 8.8                       | 9.5                       | 9.2                       | 11.4                      | 125.4                     |
| 평균 강설일수 (≥ 0.1 인치)                                                                     | 3.7                       | 3.2                       | 2.0                       | 0.2                       | 0.0                       | 0.0                       | 0.0                       | 0.0                       | 0.0                       | 0.0                       | 0.2                       | 2.1                       | 11.4                      |
| 평균 상대 습도 (%)                                                                             | 61.5                      | 60.2                      | 58.5                      | 55.3                      | 62.7                      | 65.2                      | 64.2                      | 66.0                      | 67.8                      | 65.6                      | 64.6                      | 64.1                      | 63.0                      |
| 평균 월간 일조시간                                                                             | 162.7                     | 163.1                     | 212.5                     | 225.6                     | 256.6                     | 257.3                     | 268.2                     | 268.2                     | 219.3                     | 211.2                     | 151.0                     | 139.0                     | 2,534.7                   |
| 가능 일조율                                                                                    | 54                        | 55                        | 57                        | 57                        | 57                        | 57                        | 59                        | 63                        | 59                        | 61                        | 51                        | 48                        | 57                        |
| 출처: 미국 해양대기청 (평년값: 1991년~2020년, 극값: 1869년~현재, 상대습도/일조: 1961년~1990년) |                           |                           |                           |                           |                           |                           |                           |                           |                           |                           |                           |                           |                           |

## 인구 통계
뉴욕의 인구는 2011년 기준으로 8,244,910명으로, 미국에서 가장 인구가 많은 도시이다. 지난 30년부터 현재까지, 뉴욕의 인구는 증가 추세에 있으며, 인구학자들은 인구는 2030년까지 인구는 920만 명에서 950만 명에 달할 것이라고 추계하고 있다. 2010년 미국 인구조사국에 따르면 2000년 800만이던 인구가 2.1% 증가해 최고 기록인 8,175,133만 명을 기록했다고 발표하였고, 이는 로스앤젤레스와 시카고를 합친 인구보다 더 많다. 샌프란시스코 베이 에어리어의 총 인구보다도 많다. 뉴욕의 인구 밀도는 1km2당 10,194명이며, 인구 10만 명 이상 지자체 중 가장 높다. 맨해튼의 인구 밀도는 1km2당 25,846명이며, 미국의 카운티 중 1위이다.
뉴욕은 또한 멜팅 팟이라고 불릴 만큼 각양각색의 사람들이 모여 사는 다민족의 도시이며, 약 170여개의 언어가 뉴욕에서 사용되고 있다. 현재 인구의 36.7%가 외국 태생이며, 미국의 해외 영토에서 태어나거나 부모가 외국에서 태어난 사람이다. 이보다 외국인 인구 비율이 높은 도시는 로스앤젤레스와 마이애미이다. 하지만, 두 시는 일부 국적에 의해 대부분 점유하고 있지만, 뉴욕의 경우, 지배적인 국적은 없다. 푸에르토리코계, 도미니카 공화국계, 중국계, 자메이카계, 가이아나계, 멕시코계, 에콰도르계, 아이티계, 트리니다드 토바고계, 콜롬비아계, 러시아계 사람이 가장 많다.

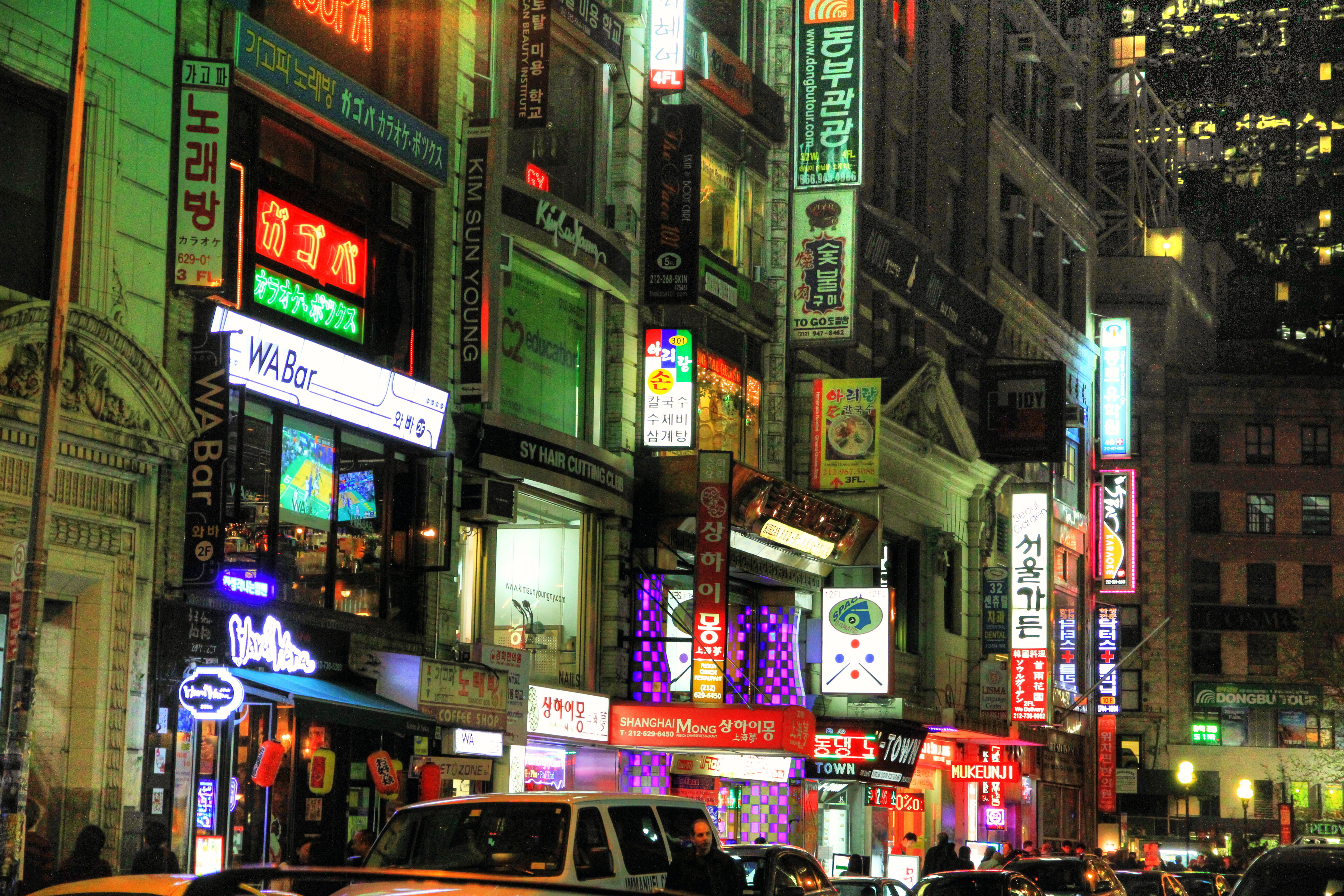
코리아타운 (맨해튼)

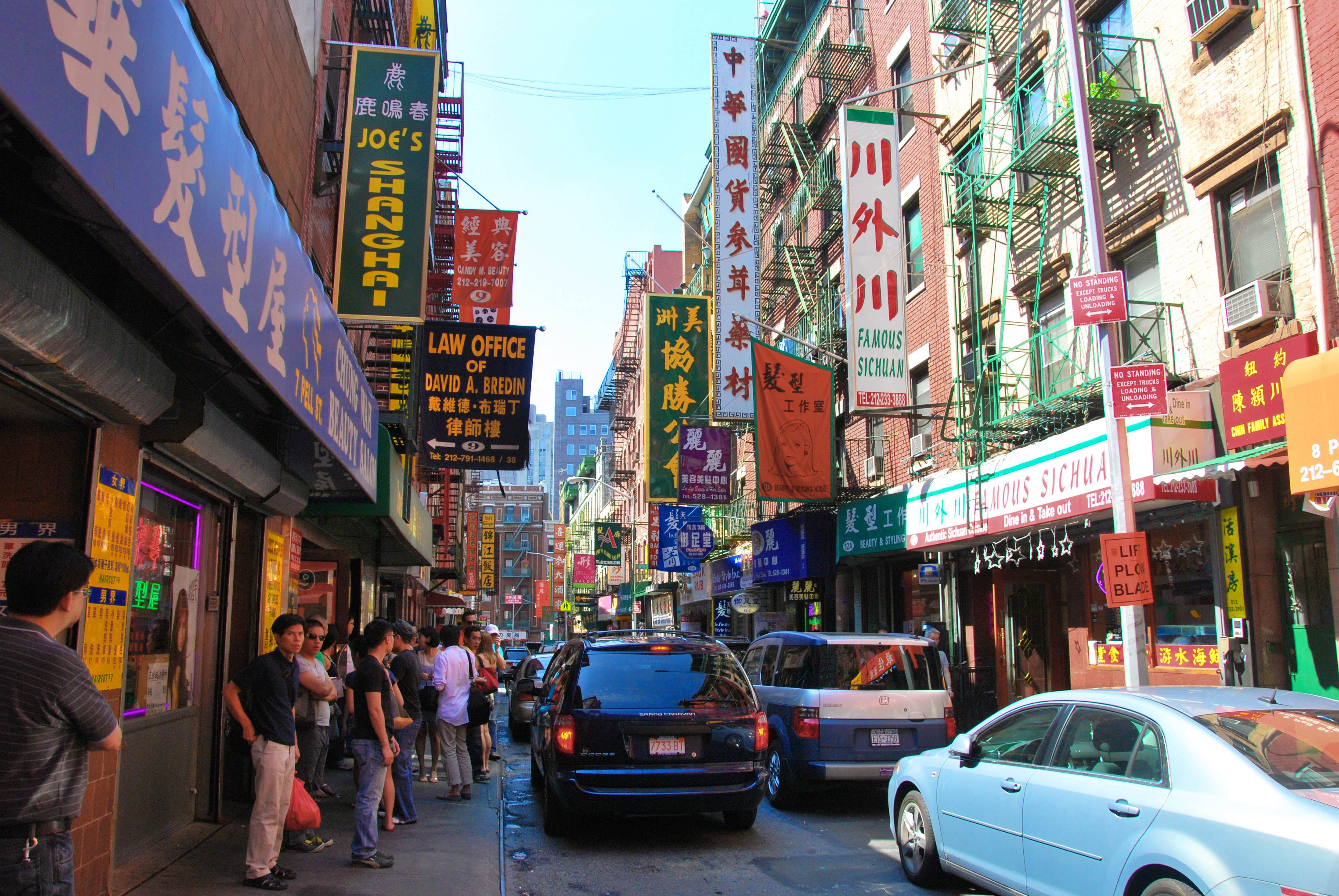
맨해튼 차이나타운

뉴욕 대도시권 지역은 이스라엘을 제외하고 최대의 유대인 공동체를 이루고 있다. 텔아비브의 인구가 뉴욕 지역의 유대인 인구에 미치지 않기 때문에, 뉴욕은 세계 최대의 유대인 공동체라고도 할 수 있다. 뉴욕 시민의 약 12%가 유대인이거나 유대인계의 자손이다. 아프리카계 미국인 지역 사회도 미국의 도시 중 최대이다.
뉴욕은 2010년 인구 조사에 의하면, 샌프란시스코, 로스앤젤레스를 제치고 1백만 명 이상의 아시아계 사람이 거주하고 있다. 뉴욕의 아시아계 인구는 6%이며, 중국계의 40%가 퀸스에 살고 있다. 중국계 인구는 아시아 이외의 도시 지역에서 최대이며, 그 인구는 649,989명으로, 차이나타운도 6개 있다. 한국계의 경우, 로스앤젤레스에 이어 2번째로 많이 사는 도시이며 1.2%를 차지하는 14만 명 이상의 인구가 살고 있다. 그 뒤를 이어 필리핀계 0.8%, 일본계 0.3%, 베트남계는 0.2%로 구성된다. 남아시아계 사람 중 인도계가 뉴욕의 2.4%를 차지하며, 미국의 약 4분의 1이 모여 있다. 방글라데시계 및 파키스탄계는 각각 0.7%, 0.5%이다.

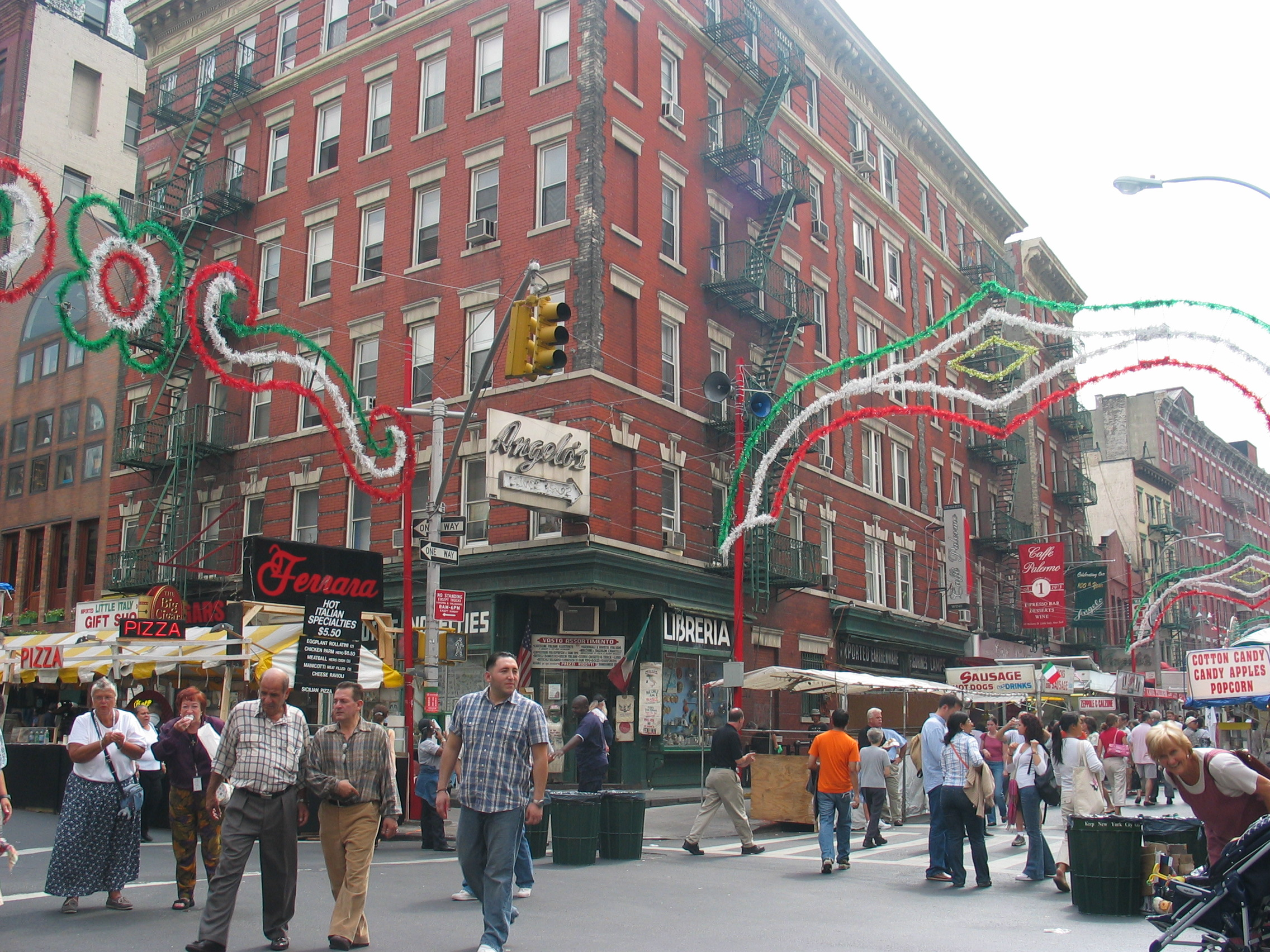
맨해튼 리틀이털리

2005년 추계에서 5대 민족 집단은 푸에르토리코계, 이탈리아계, 카리브계, 도미니카계, 중국계이다. 뉴욕의 푸에르토리코계 인구는 푸에르토리코를 제외하고 최대이다. 이탈리아계 사람들은 20세기 초에 대량으로 유입되었다. 아일랜드계는 6위의 민족 집단이며, 마찬가지로 중요한 지위를 차지하고 있다. 유럽계의 뉴욕 시민 50명 중 1명에는 Y 염색체, 아일랜드의 5세기 왕까지 거슬러 올라가는 유전적 특징을 가지고 있다.
미국 인구조사국이 실시한 2005년부터 2007년까지 뉴욕 인구의 44.1%가 백인 (비 히스패닉은 35.1%)이다. 흑인 내지 아프리카계 미국인은 인구의 25.2% (비 히스패닉은 23.7%), 아메리칸 인디언은 0.4% (비 히스패닉은 0.2%), 아시아계는 11.6% (비 히스패닉은 11.5%), 태평양 섬 사람은 0.1% 미만이다. 기타 인종은 16.8% (비 히스패닉은 1%), 두 개 이상의 혼혈은 1.9% (비 히스패닉은 1%)이다. 히스패닉, 라틴계는 인구의 27.4%이다.
뉴욕은 이민자들의 주요 도시가 되었는데, 1892년부터 1924년까지 엘리스섬을 지나간 유럽 이민자들만 1,200만 명이 넘었다. 이후에도 많은 유럽인들이 이민을 해왔고, 1940년에는 백인이 도시의 92%를 차지할 정도였다. 현대에 들어서도 뉴욕은 계속해서 이민자들이 늘어나고 있는 추세이며, 이민자들을 위한 대도시로 여겨지고 있다.
소득 격차는 크다. 2005년, 가장 부유한 지역의 가구 소득의 중간값은 188,697달러인 반면, 가장 빈곤한 지역에서는 9,320달러이다. 고소득층은 급여가 상승하고 있지만, 중·저소득층은 급여가 정체함에 따라 격차가 커지고 있다. 2006년 맨해튼의 주 평균 임금은 1,453달러로 미국의 군 중에서 가장 성장률이 높다. 또한 맨해튼은 미국에서는 드문 베이비붐을 맞이하고 있다. 2000년부터 맨해튼에 사는 5세 미만의 어린이는 32% 이상 증가하고 있다.
몇 년 동안, 모스크바와 뉴욕은 억만장자가 가장 많은 도시로 선정되고 있다. 또한, 동성애자 및 양성애자의 인구도 약 568,903명이며, 미국에서 가장 큰 규모이다.

## 도시 경관

### 건축

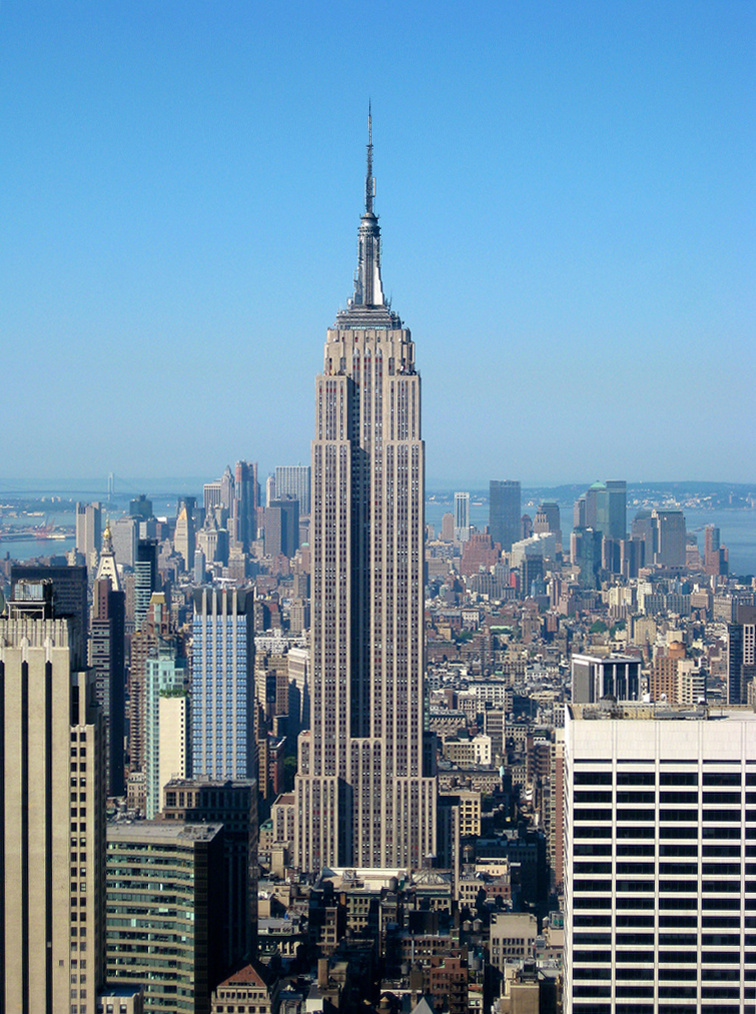
엠파이어 스테이트 빌딩은 뉴욕의 상징 중 하나이며, 한때 세계에서 가장 높은 빌딩이었다.

뉴욕 건축의 두드러진 특징은 도심지에 초고층 빌딩이 많다는 것이다. 초고층 빌딩의 출현과 확산에 의해 뉴욕은 유럽풍 저층 건물로부터 탈피하여 건물들이 들어선 비즈니스 도시로 변모했다. 2008년 8월 기준으로, 뉴욕에는 고층 빌딩이 5538채가 있으며, 200m가 넘는 고층 빌딩은 50채에 달한다. 이 수는 미국 내에서 1위이며, 세계에서는 홍콩에 이어 2위이다.
뉴욕에는 다양한 양식으로 지어진 건물이 많다. 1913년에 지어진 울워스 빌딩은 초기 고딕 리바이벌 건축의 고층 빌딩이며, 큼직하게 디자인된 고딕 양식의 장식은 200m 가까이 아래 거리에서도 볼 수 있다. 1930년 지어진 크라이슬러 빌딩은 아르데코풍의 디자인으로 상단면이 위로 향해 가늘어지고 있으며, 스틸 첨탑이 서 있다. 61층 모서리에 있는 독수리 머리 모형과, 첨탑 아래의 V자형 조명 등의 화려한 장식은 크라이슬러 빌딩은 많은 역사가와 건축가들은 뉴욕에서 가장 뛰어난 건축물로 평가하고 있다. 미국의 인터내셔널 스타일 건축의 예로서 큰 영향을 준 것이 1957년 완공된 시그램 빌딩이며, 전면에는 건물의 구조를 나타내는 청동 재료의 I 빔이 외부에서 보이게 되어있다. 1973년 완공된 세계 무역 센터는 수직 베어링과 프레임 튜브 공법을 사용하여 초고층 빌딩 건설의 새 문을 열었다. 2000년 완공된 콘데 내스트 빌딩은 녹색 디자인으로 지어진 건물의 중요한 예이다.
뉴욕의 대규모 주거 지역은 갈색 사암으로 된 테라스 하우스, 타운하우스, 그리고 1870년부터 1930년까지의 급속한 개발기에 지어진 허름한 주택 단지로 경계가 나뉘는 경우가 많다. 1835년 뉴욕 대화재 후, 목조 건축의 건설이 제한되었으며, 돌과 벽돌을 주로 건축 자재로하여 집을 지었다. 몇 세기에 걸쳐 마을의 석회암 지반에서 건축 자재를 얻었던 파리와 달리, 뉴욕은 넓은 채석장에서 건축 자재를 얻어 석조 건물을 지었으며, 그 석조 건물을 구성하는 돌의 종류는 다양하다. 1800년대의 뉴욕은 6층보다 높은 건물은 급수탑을 설치하지 않으면, 낮은 층에서 지나치게 높은 수압을 걸어야하고, 그렇게 되면 수도관 파열의 위험이 있었다. 1920년대에는 중심부에서 떨어진 지역에서 전원도시가 성행했으며, 퀸스 지역의 잭슨 하이츠는 전원도시 중 하나이다.

### 공원

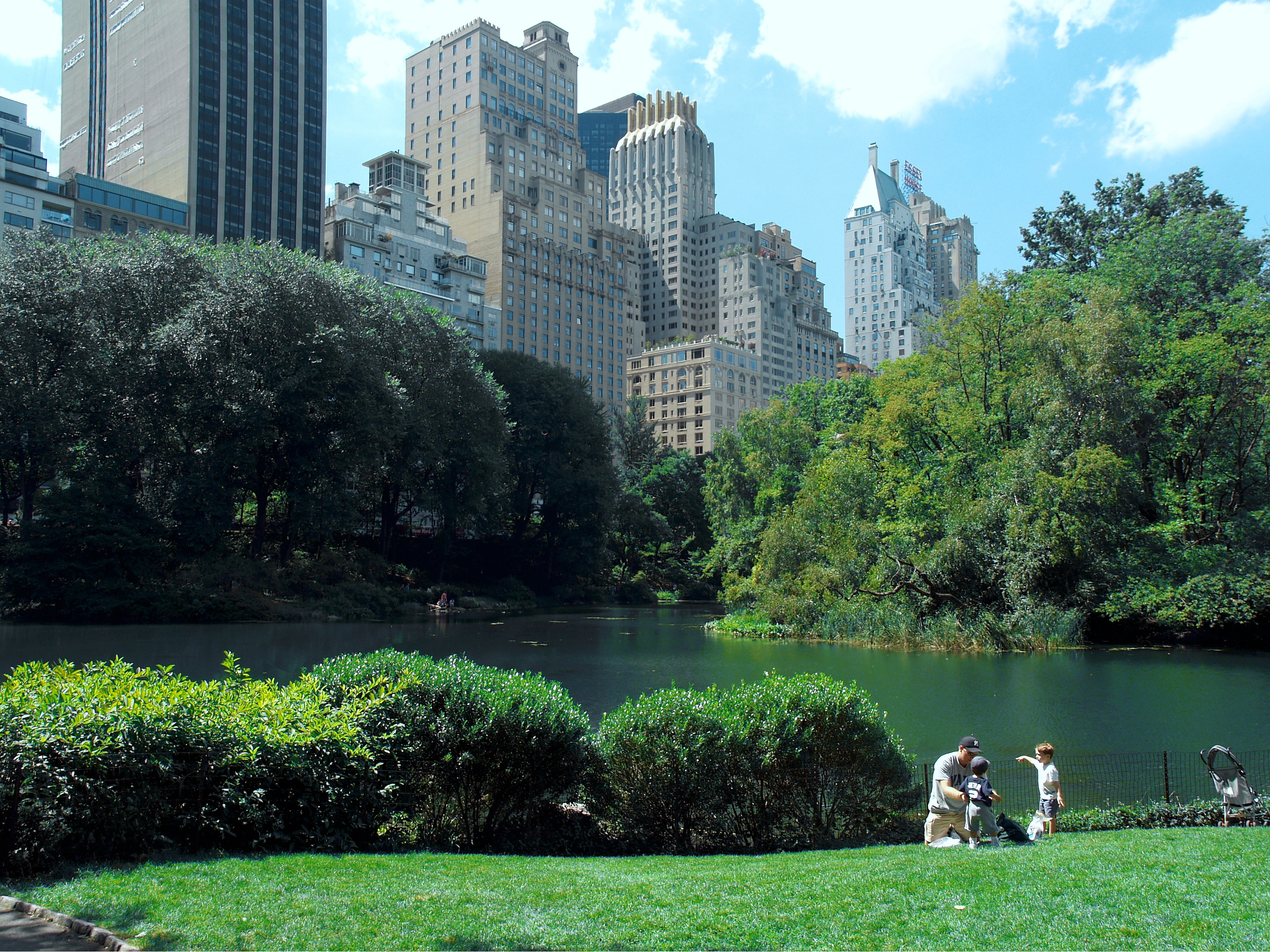
센트럴 파크는 미국에서 가장 방문객이 많은 도시 공원이다.

뉴욕에는 110km2 이상의 시영 공원과 23km2의 공공해변이 있다. 자메이카 만 야생 동물 보호 구역은 국립공원 중 유일하게 야생 동물 보호 구역이며, 36km2 이상의 습지 섬과 수역으로 구성되어 있어, 자메이카만의 대부분을 차지하고 있다.
맨해튼의 센트럴 파크는 매년 3,000만 명이 방문하며, 미국에서 가장 방문객이 많은 도시 공원이다. 센트럴 파크의 대부분은 천연이 아닌 거의 모든 것이 조경된 것이다. 호수, 연못, 산책로, 승마 도로, 아이스 스케이트 링크, 센트럴 파크 동물원, 야생 동물 보호 구역, 넓은 자연림, 저수지와 그것을 둘러싼 조깅 트랙, 야외극장이 공원 내에 있다. 센트럴 파크에는 고유의 야생 동물들이 있으며, 특히 봄, 가을 철새의 오아시스가 되고 있다. 공원에서 10km 이상 도로는 특히 자동차의 통행이 금지되는 주말 오후 7시 이후에는 조깅, 자전거, 인라인 스케이트 장소로 사용되고 있다.
브루클린의 프로스펙트 공원도 36만m²의 초지가 펼쳐져있다. 퀸스 지역의 플러싱 메도스 코로나 파크는 뉴욕에서 3번째로 큰 공원으로 1939년 세계 박람회와 1964년 세계 박람회의 개최된 장소가 되었다. 브롱크스는 5분의 1 이상, 28km2는 공공 공간과 공원에 맞춰져 있으며, 브롱크스 동물원, 뉴욕 식물원이 있다.
맨헤튼 남부에는 배터리 파크가 조성되어 있다. 배터리 파크 시티의 일부로, 배터리 파크 시티는 본래 항구 지역으로 번성하였으나 1950년대부터 땅이 황폐화되면서 1960년대 초에 주변 지역을 매립, 국제적인 업무기능과 이를 지원하기 위한 주거기능을 중심으로 조성되었다. 배터리 파크 외에도 세계 금융 센터와 세계 무역 센터, 그 외에도 세계 최초의 친환경 초고층 아파트와 상업 단지들이 있다. 맨헤튼의 거의 유일한 오픈 스페이스 시설로 로어 맨헤튼에서 ‘가장 찾고 싶은 공공 공간’ 중 하나로 선정되었다. 그중 배터리 파크는 커뮤니티와 장소 마케팅(Place Marketing)의 중심지로 뉴욕 경제 발전에 큰 영향을 끼치고 있다. 땅을 성공적으로 개발한 사례 중 하나로 꼽힌다. 한편 배터리 파크에서는 리버티섬으로 가는 페리를 탈 수 있다.

### 자치구
뉴욕은 다섯 개의 자치구(borough)로 이루어진, 미국에서는 드문 정치 형태이다. 각 자치구는 뉴욕의 각 군의 영역과 일치한다. 그리고 각 자치구에는 수백 개의 지구가 고유의 역사와 지역색을 가진다. 각 자치구가 독립 도시라면, 브루클린, 퀸스, 맨해튼, 브롱크스는 미국에서 가장 인구가 많은 도시 10위 안에 들어가게 된다.
맨해튼 / 뉴욕군 (Manhattan, New York County, 인구 1,585,873명)
뉴욕에서 가장 인구 밀도가 높은 자치구이다. 도시의 많은 고층 빌딩이 늘어서 있고, 센트럴 파크가 맨해튼 중심에 있다. 뉴욕의 경제 중심지이며, 많은 대기업, 국제 연합, 저명한 대학, 박물관, 브로드웨이 극장가, 그리니치 빌리지, 매디슨 스퀘어 가든 등이 맨해튼에 있다. 맨해튼은 크게 로어 맨해튼, 미드타운 맨해튼, 어퍼 맨해튼으로 나뉜다. 그중 어퍼 맨해튼은 센트럴 파크를 경계로 어퍼 이스트 사이드와 어퍼 웨스트 사이드로 나뉘며, 센트럴 파크의 북쪽 지역은 할렘 지역이다. 로어맨해튼에는 월 스트리트가 위치하고 있으며 지난 9.11테러로 무너진 후 재건축된 세계 무역 센터도 이곳에 위치하고 있다. 또한 배터리 파크가 이곳에 있으며, 페리선착장이 옆에 있어 자유의 여신상을 보러 갈때 반드시 들러야 한다. 미드타운에는 수많은 고층빌딩들이 위치하고 있으며 타임스 스퀘어같은 관광명소나 뉴욕타임스, 시티그룹 센터, 뱅크 오브 아메리카 타워가 위치하고 있다. 또한 매년 크리스마스 트리 점등식으로 유명한 록펠러센터와 국제연합(UN) 이 위치하고 있다.
브루클린 / 킹스군 (Brooklyn, Kings County, 인구 2,504,700명)
브루클린은 뉴욕에서 가장 인구가 많은 지역이다. 1898년까지 독립시였다. 문화적, 사회적, 특색적인 지역, 독특한 건축과 전통 등으로 잘 알려져있다. 또한 맨해튼 이외에 뚜렷한 다운타운을 가진 유일한 자치구이다. 긴 해안선과 코니아일랜드가 있고 여기에 1870년대에 유원지로 조성되었다.
퀸스 / 퀸스군 (Queens, Queens County, 인구 2,230,722명)
퀸스는 뉴욕에서 최대의 면적을 가진 지역이며, 미국에서 가장 다양한 민족이 사는 지역이다. 네덜란드인에 의해 건설된 작은 도시였지만, 오늘날은 대부분 주택이 밀집된 중산층 지역이다. 아프리카계 미국인의 연봉 평균은 약 5만 2000달러이며, 백인보다 높은 지역이다. 뉴욕 메츠의 홈구장인 시티 필드가 있으며, 매년 테니스 US 오픈이 열린다. 또한 뉴욕 대도시 지역의 3대 공항 중 라가디아 공항과 존 F 케네디 공항이 있다. 북서부에 위치한 애스토리아, 롱 아일랜드 시티는 최근 맨해튼에서 온 이주자가 많다.
브롱크스 / 브롱크스군 (The Bronx, Bronx County, 인구 1,385,108명)
브롱크스는 뉴욕 최북단의 자치구이며, 뉴욕 양키스의 본거지 양키 스타디움이 있다. 맨해튼의 마블힐이라는 지역을 제외하고, 브롱크스는 뉴욕에서 미국 본토와 연결되어 있는 유일한 지역이다. 브롱크스 동물원은 도시 지역의 동물원 중 미국 최대이며, 넓이는 1.07km2이며, 6000마리 이상의 동물이 있다. 랩과 힙합 문화의 탄생지이기도 하다.
스태튼아일랜드 / 리치먼드군 (Staten Island, Richmond County, 인구 468,730명)
다섯 개 자치구 중 가장 외곽에 위치한다. 브루클린과 베라자노 내로스 교로 연결되어 있으며, 맨해튼과는 스태튼아일랜드 페리로 연결되어있다. 스태튼아일랜드 페리는 자유의 여신상, 엘리스섬, 그리고 로어 맨해튼의 전망을 즐길 수 있어 관광객들에게 매우 인기가 있다. 스태튼아일랜드의 중앙부에는 25km2의 그린벨트가 있고, 약 56km의 워킹 트레일이 마련되어 있다. 그린벨트는 1984년, 섬의 자연을 보호하기 위해 지정된 일곱 공원으로 구성된다. 남쪽 해변의 FDR 산책로는 길이가 4.0km로 세계 4위이다.

## 문화

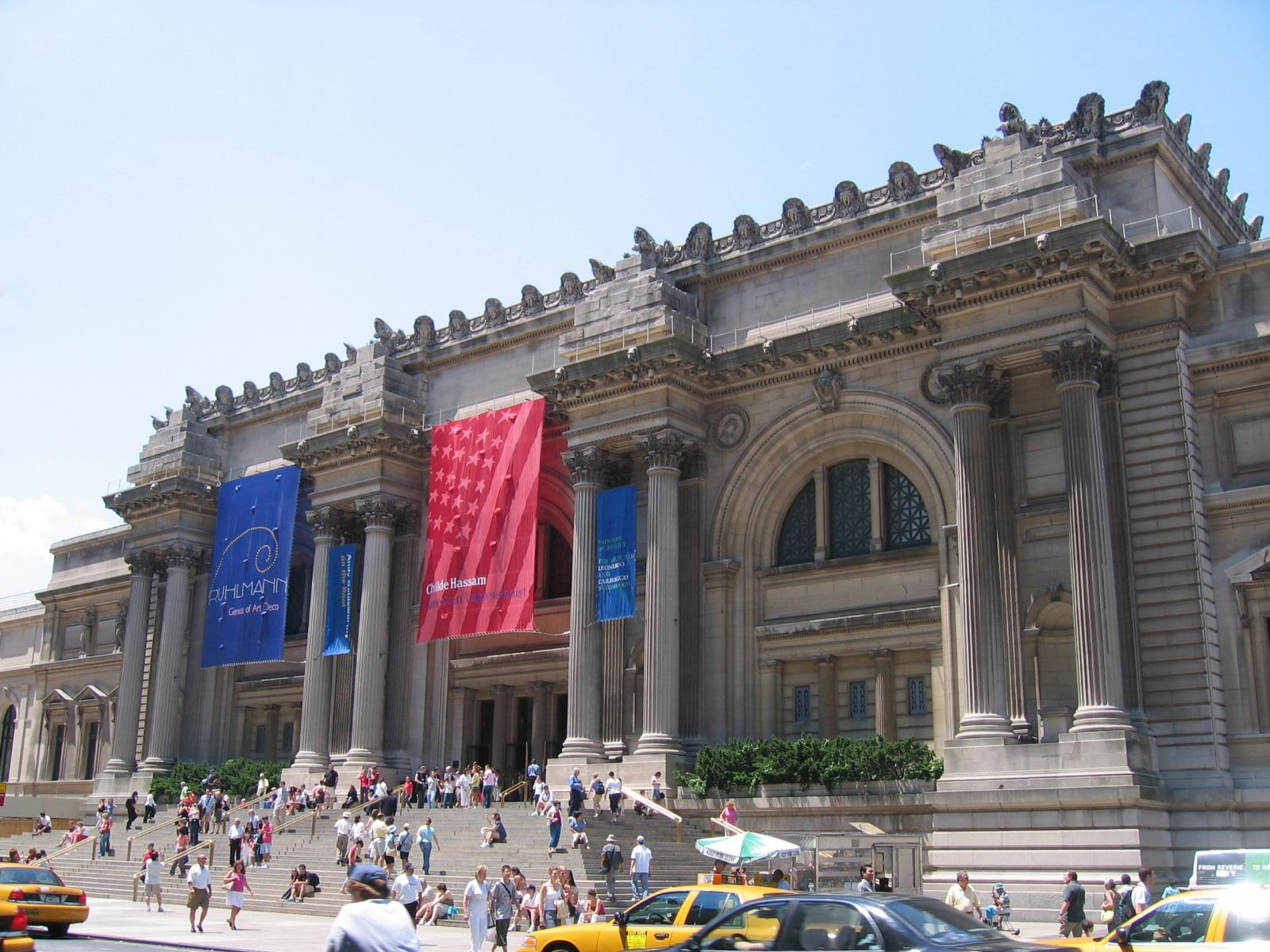
메트로폴리탄 미술관

아이슬란드와 라트비아 영사는 뉴욕을 세계의 문화 수도라고 칭했다. 미국의 수많은 문화 운동이 뉴욕에서 시작되었다. 할렘 르네상스는 아프리카계 미국인 문학의 표준을 만들었다. 1940년대는 재즈의 중심지가 되었으며, 1950년대는 추상 표현주의의 중심지였다. 1970년대에는 힙합의 발상지가 되었다. 뉴욕은 춤의 수도로도 여겨진다. 《스파이더맨》을 비롯한 도서, 영화, 텔레비전 프로그램 등 대중 매체에도 자주 배경으로 등장하는 도시이다.

### 엔터테인먼트와 공연

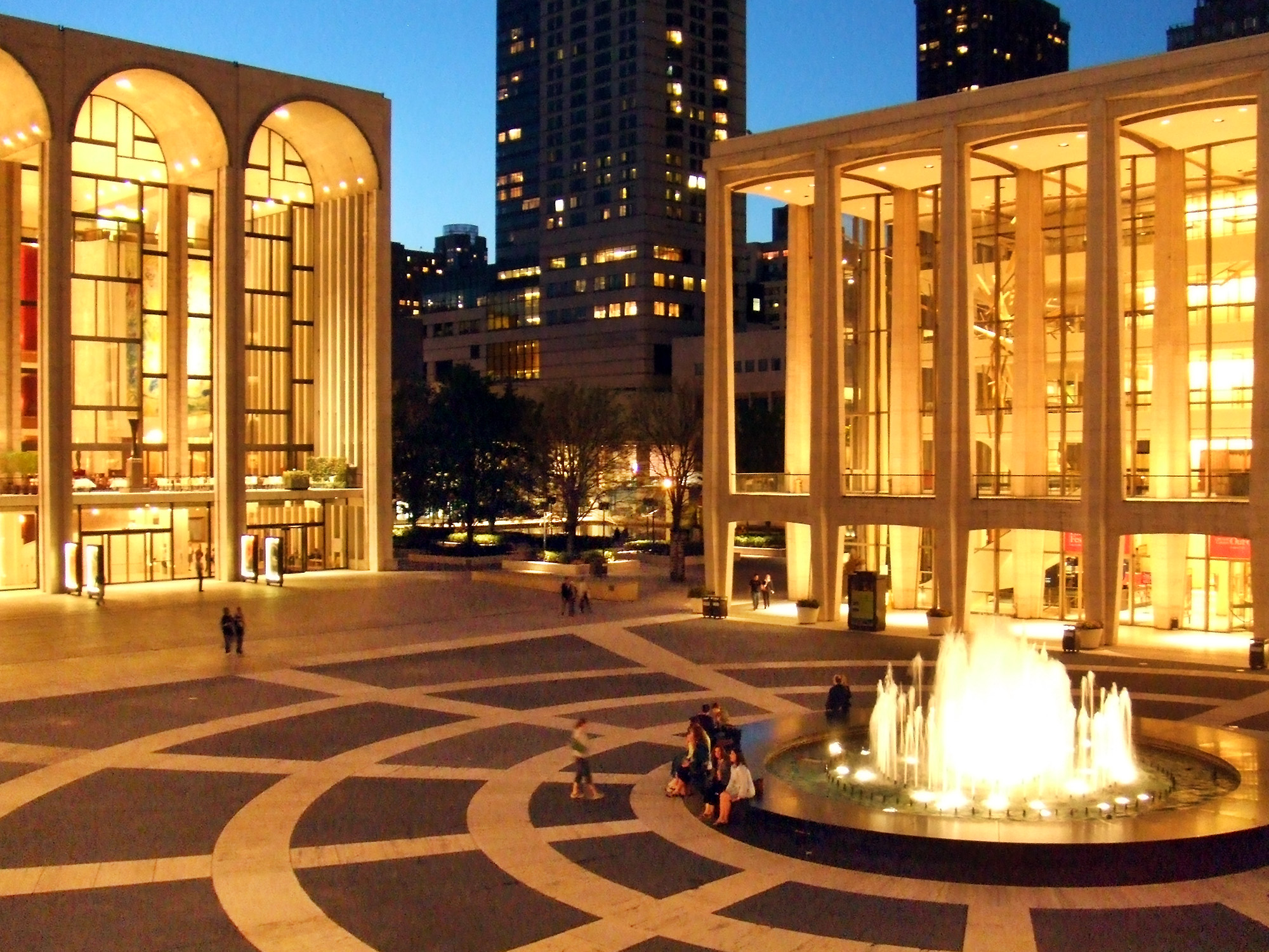
미국 최대의 공연 예술 복합 시설인 링컨 센터

미국의 영화 산업 중에서도 뉴욕은 중요한 역할을 하고 있다. 초기 아방가르드 영화인 맨해타는 뉴욕에서 촬영되었다. 2,000개 이상의 예술, 문화 단체와 500개 이상의 크고 작은 아트 갤러리가 뉴욕 내에 있다. 뉴욕은 예술에 대한 지출이 미국 정부의 국가 예술 기금 예산보다 많다. 19세기에는, 카네기 홀과 메트로폴리탄 미술관 등 중요 문화 시설의 네트워크가 구축되었다. 전등의 출현으로 정교한 극장 작품이 생겨나 1880년대에는 브로드웨이와 42번가 극장에서 브로드웨이 뮤지컬로 알려지게 되는 새로운 연극이 상연하게 되었다.
이민자의 영향을 강하게 받아 해리건 앤 하트, 조지 M. 코언 등의 작품은 희망과 야심 등의 테마를 많이 도입한 이야기의 노래를 이용했다. 이 작품은 현재 뉴욕 연극계의 주력이 되고 있다. 좌석수가 500석이 넘는 39개의 대극장은 타임스 스퀘어 극장 지구에 있다. 그 극장에서는 공연을 펼치고, 그 공연 또한 브로드웨이라고 불리기도 한다.
링컨 센터는 미국에서 가장 큰 공연 예술 센터이며, 재즈 앳 링컨 센터, 메트로폴리탄 오페라, 뉴욕 시티 오페라 등이 이 안에 있다. 센트럴 파크 서머스테이지는 센트럴 파크에서 행해지는 음악 공연으로, 무료로 관람할 수 있다.

### 관광

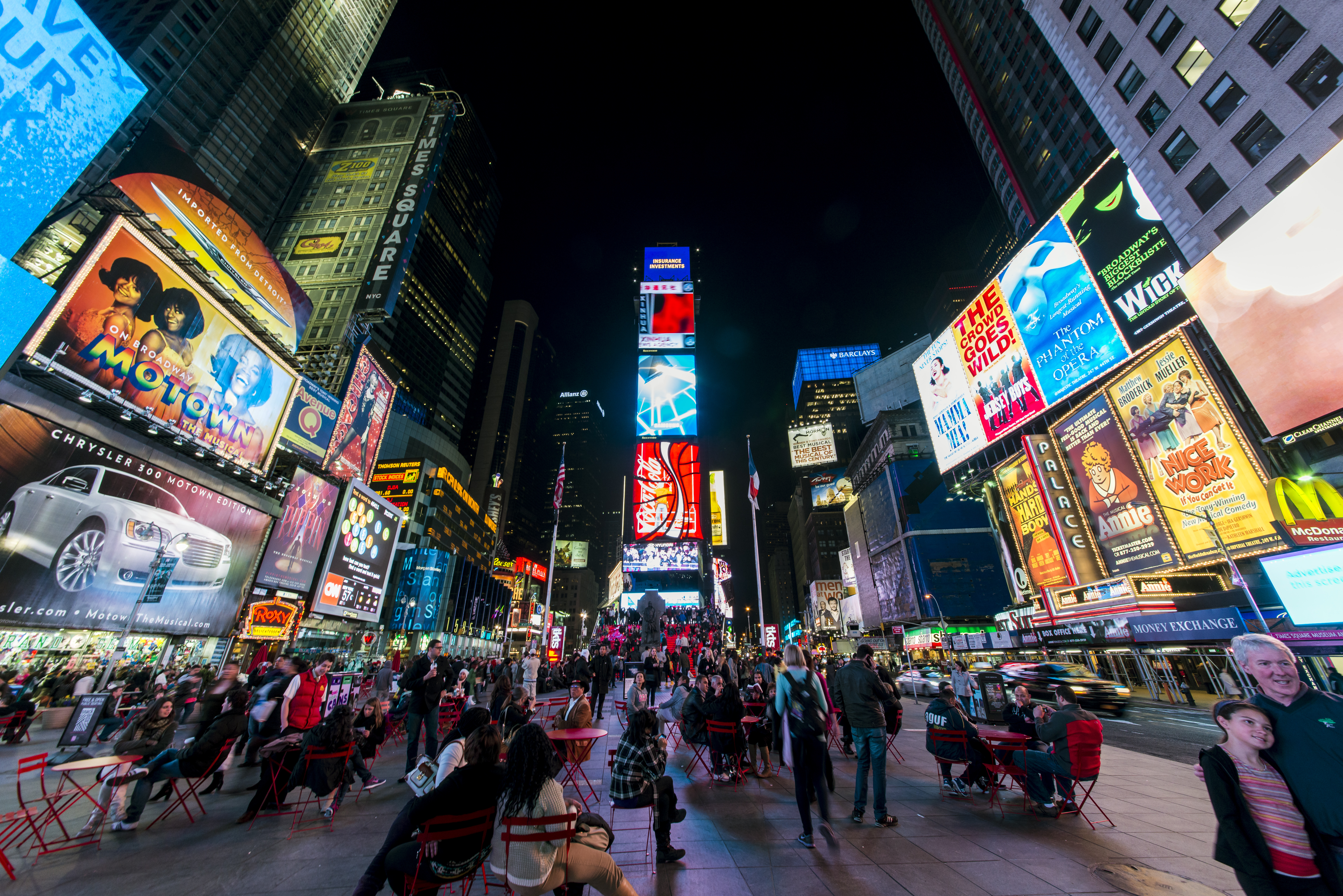
타임스 스퀘어 (2013)는 미국에 있는 관광지 중 관광객이 가장 많이 찾는 관광지 중 하나이다.

뉴욕에는 매년 4,700만 명의 이상의 외국인 및 미국인이 방문하여, 관광 산업은 뉴욕에서 가장 중요한 산업 중 하나이다. 유명한 관광지로는 엠파이어 스테이트 빌딩, 엘리스섬, 리버티섬, 과 메트로폴리탄 박물관과 같은 많은 박물관, 미술관, 센트럴 파크, 워싱턴 스퀘어 파크, 록펠러 센터, 타임스 스퀘어, 브롱크스 동물원, 코니아일랜드, 뉴욕 식물원 등이 있다. 또한 5번가와 매디슨 로에서 다양한 쇼핑을 할 수 있다. 특히 5번가에는 애플의 애플스토어가 위치해 있다. 또한 벽돌 양식의 빌딩 중 현재 세계에서 가장 높은 크라이슬러 빌딩과 그 옆에 수많은 영화에 등장하는 뉴욕에서 가장 유명한 역중 하나인 그랜드 센트럴 역이 이곳에 있다. 또한 그리니치 빌리지에서는 핼러윈 퍼레이드, 트라이베카 영화제 등 여러 축제, 행사도 개최된다. 리버티섬에 위치한 자유의 여신상은 유명한 관광지이자 미국에서 가장 유명한 상 중 하나이다.
2010년에는 4,900만 명의 관광객이 뉴욕을 방문했으며, 2011년에는 5,000만 명을 넘었다.

### 음식
뉴욕의 음식은 이민자의 영향을 받은 음식이 많으며, 세계 각지의 이민자가 모여드는 만큼 그 갈래 또한 이민자의 고향에 따라서 천차만별이다. 동유럽과 이탈리아 이민자, 특히 유대계 이민자들의 영향을 받아 유명해진 대표적인 음식으로서 베이글, 치즈 케이크, 뉴욕풍 피자가 있다. 허가를 받은 이동식 식료품 가게가 약 4000점 있으며 대부분이 이민자들이 경영한다. 그 중에서 현대 뉴욕의 길거리 음식으로 인기를 끈 것이 팔라펠이나 케밥 등 중동 요리이다. 또한, 핫도그와 프레츨은 길거리 음식의 대표적인 음식이다. 길거리 음식도 많지만, 고급 요리점도 많이 늘어서 있다. 도시 전체를 통틀어 중국 요리점을 비롯한 아시아계 요리점, 샌드위치 가게, 트라토리아, 커피집, 비스트로에 이르기까지 다양한 요식업 전문점을 흔히 찾아볼 수 있다.

### 미디어

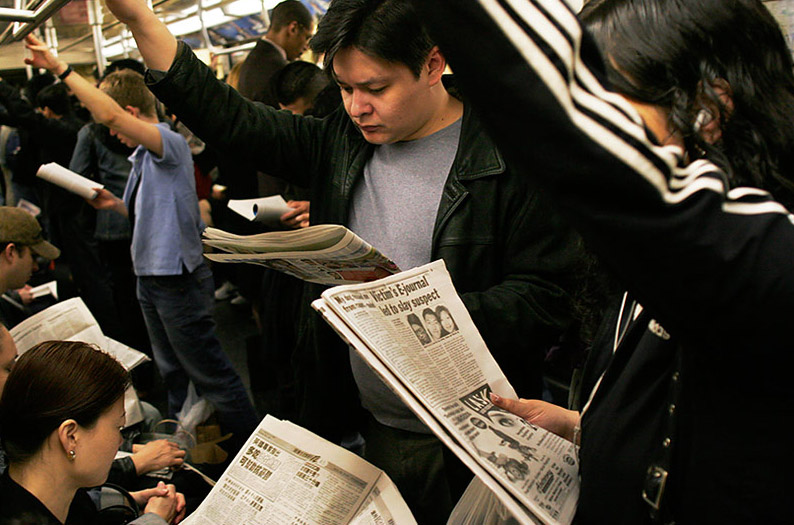
MTA 교통망의 발달로 신문의 독자 수도 올라가고 있다.

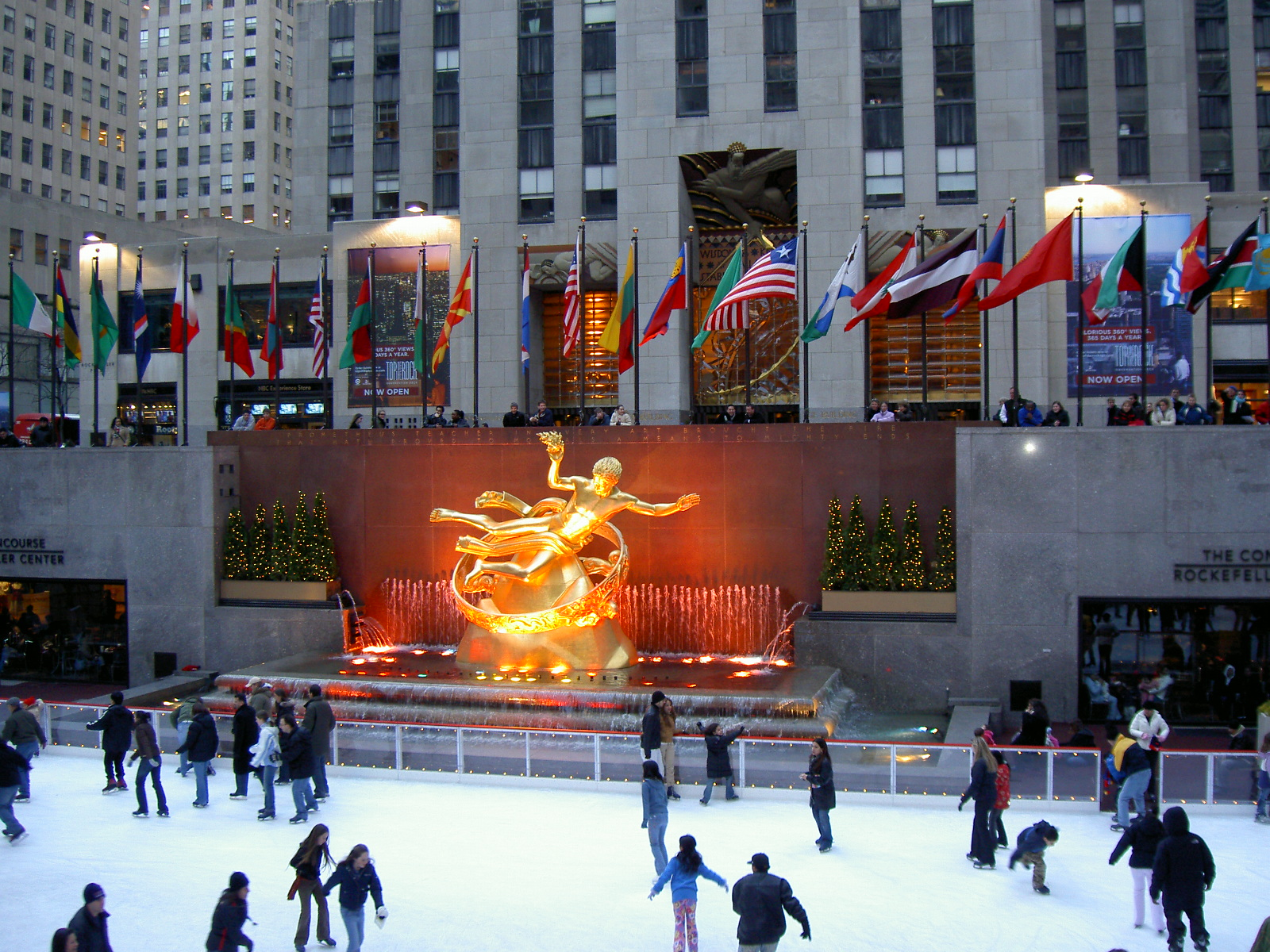
록펠러 센터에 있는 NBC 스튜디오

뉴욕은 세계의 TV, 광고, 음악, 신문, 책 산업의 중심지이자, 북아메리카에서 가장 큰 미디어 시장이다.
뉴욕의 복합 미디어 기업으로는 타임 워너, 뉴스 코퍼레이션, 허스트 코퍼레이션 등이 있다. 세계 10대 광고 대행사 네트워크 중 7개가 뉴욕에 본사를 두고 있다. 또한, 소니 뮤직 엔터테인먼트, 워너 뮤직 그룹의 본사도 뉴욕에 있다.
200개 이상의 신문사와 350개 이상의 잡지사가 뉴욕에 사무실이 있으며, 출판업계는 약 2만 5000명을 고용하고 있다. 미국의 전국적인 3대 일간지 가운데 월 스트리트 저널과 뉴욕 타임스가 뉴욕의 신문이다. 뉴욕의 주요 타블로이드로는 데일리 뉴스와 알렉산더 해밀턴에 의해 1801년에 설립된 뉴욕 포스트가 있다. 그 외에도, 40여개 언어로 번역된 신문이나 잡지도 270부가 발행된다. El Diario La Prensa 신문은 뉴욕 최대이자 미국에서 가장 오래된 스페인어 일간지이다. 뉴욕 암스테르담 뉴스는 할렘에서 간행되는 아프리카계 미국인의 주요 신문이다. 빌리지 보이스는 최대 규모의 대안신문이다.
TV 산업은 뉴욕에서 발전하였으며, 뉴욕 경제에 중요한 요소이다. 4대 미국 방송 네트워크인 ABC, CBS, FOX, NBC는 모두 뉴욕에 본부를 두고 있다. MTV, FOX 뉴스, HBO, 코미디 센트럴 등 다수의 케이블 채널도 뉴욕에 본사를 두고 있다. 2005년 뉴욕에서 촬영된 텔레비전 프로그램은 100개를 넘었다.
또한 뉴욕은 비상업적인 미디어에 있어서도 중심지이다. 뉴욕에는 공용 액세스 텔레비전 채널인 맨해튼 네이버후드 네트워크도 있다. WNET는 뉴욕의 주요 공공 방송국이며, 전국의 공공 방송 서비스 (PBS) 프로그램을 공급하는 최대 방송국이다. WNYC는 1997년까지 뉴욕에서 소유하고 있던 공공 라디오 방송국으로, 미국 최대의 수신기가 있다.
뉴욕은 공공 방송 서비스인 NYCTV를 운영하고 있으며, 뉴욕의 음악과 문화를 다룬 여러 쇼가 에미상을 수상하고 있다.

### 사투리
뉴욕 지역의 사투리는 "브루클리니스", "뉴요키즈"라고 불리기도 한다. 또한, 미국 영어에서 가장 잘 알려진 사투리로 간주되고 있다. 이 사투리의 원형은 중산층·노동자 계급 유럽계 미국인의 발음이 토대가 되고 있으며, 지난 수십년 동안 비유럽인이 유입되면서 변화되었다.
전통적인 뉴욕 사투리는 음절 끝이나 자음 앞의 / r / (국제 음성 기호 (IPA)에서 [ɹ])은 발음하지 않는다. 그 결과, "New York"은 "New Yawk"처럼 발음된다. "park"는 [pɑək] 또는 [pɒək], "butter"는 [bʌɾə], "here"는 [hiə]라고 발음한다. 또 다른 특징은 '로 백 체인 시프트'(low back chain shift) 현상으로, "talk", "law" "cross", "coffee" 등의 모음은 [ɔ]로 발음하며, 종종 "core", "more"의 [ɔr]도 강하게, 일반 미국 영어보다 높게 발음한다.
가장 극단적인 뉴욕 사투리는 "girl", "oil" 같은 단어의 모음을 [ɜɪ]로 발음한다. 따라서 "girl"이 "goil"로, "oil"이 "erl"이라고 발음되는 것처럼 들리기도 한다. "Jersey"를 "Joizey", "33rd St."를 "Toidy-Toid Street", "toilet"을 "terlet"이라고 발음하는 사람이 많다. 1970년대 시트콤 《올 인 더 패밀리》의 등장인물 아치 벙커는 그런 말투를 쓰는 전형적인 인물이다. 하지만, 그러한 말투는 현재에 들어서는 일반적인 말투는 아니다.

### 스포츠

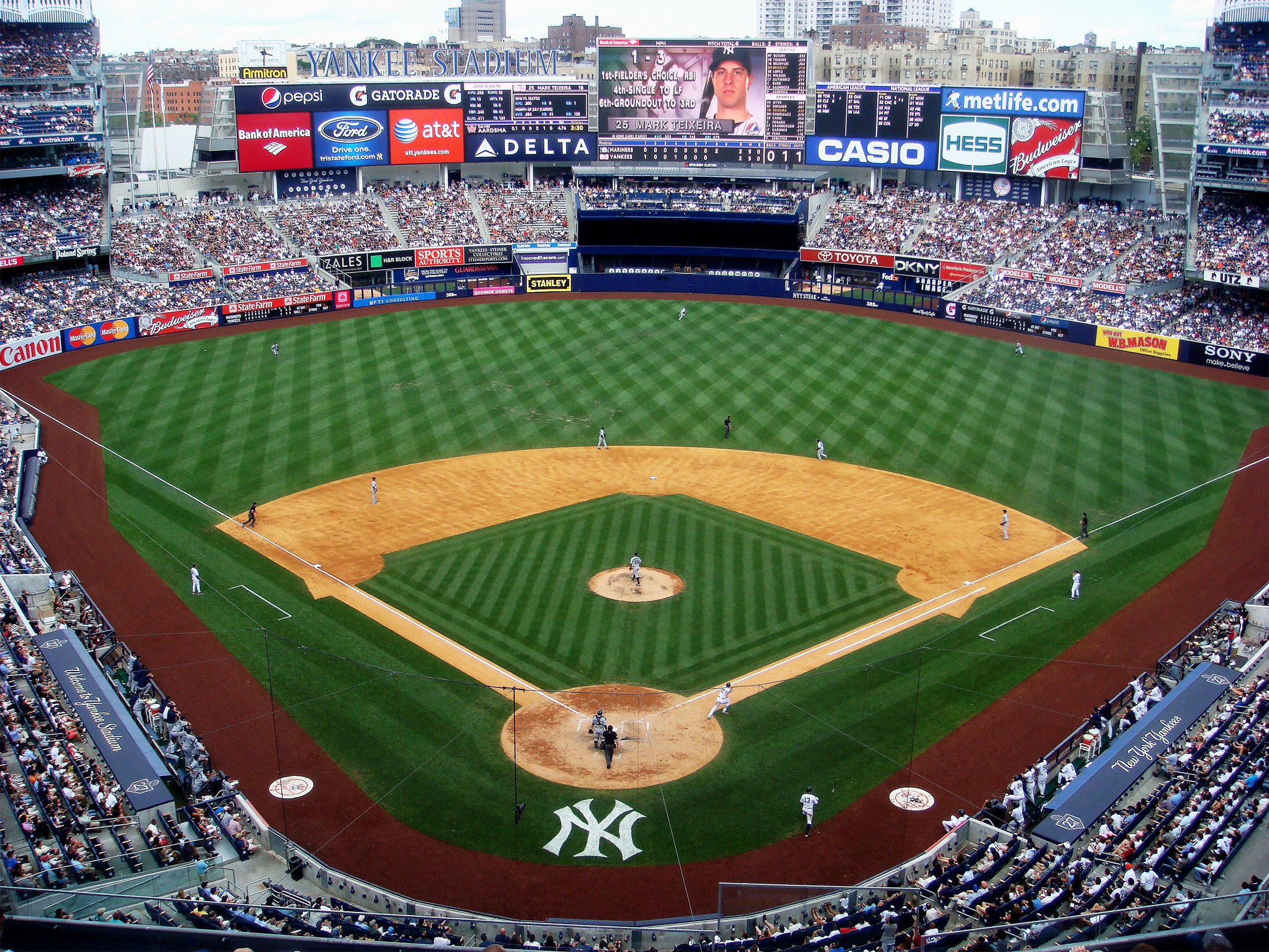
양키 스타디움

두 개의 메이저 리그 야구팀이 있는 도시는 뉴욕을 포함하여, 로스앤젤레스, 시카고, 볼티모어-워싱턴 대도시권, 샌프란시스코 베이 에이리어로 5개 도시 밖에 없다. 메이저 리그 베이스볼에 현재 참가하고 있는 두 팀은 뉴욕 양키스와 뉴욕 메츠이며, 양 팀은 매 정규 시즌에 6번 맞붙는다. 양키스는 27번 우승했고, 메츠는 2번 우승하였다. 또한, 뉴욕 자이언츠 (현재 샌프란시스코 자이언츠)와 브루클린 다저스(현재 로스앤젤레스 다저스)도 뉴욕에 있었지만, 양 팀 모두 1958년에 캘리포니아로 이전했다. 마이너리그팀은 스태튼아일랜드 양키스와 브루클린 사이클론즈가 있다. 뉴욕은 야구의 수도로 불린다. 또한 현재 양키스의 주장을 맡고 있는 데릭 지터는 뉴욕에서 가장 인기 있는 스포츠 선수 중 한 명이다. 뉴욕 팀끼리 월드 시리즈 챔피언을 겨루는 시리즈를 서브웨이 시리즈라고 한다.
미식축구팀에는 NFL 소속 뉴욕 제트와 뉴욕 자이언츠가 있다. 그러나 두 팀은 뉴저지주의 메트라이프 스타디움에 본거지를 두고 있다. 아이스하키팀에는 NHL 소속 뉴욕 레인저스가 있다. 뉴욕 근교에는 뉴저지 데블스와 롱아일랜드의 뉴욕 아일랜더스라는 두 NHL 팀도 있다.
축구는 미국과 캐나다의 프로축구 최상위리그인 메이저 리그 사커 소속의 뉴욕 레드불스가 있다. 레드불스 역시 미식축구 팀들과 마찬가지로 뉴저지주 해리슨의 레드불 아레나를 홈구장으로 하고 있다. 2015년에는 뉴욕의 퀸스 자치구를 연고지로 하는 뉴욕 시티 FC가 참가했다.
농구 팀은, NBA 소속 브루클린 네츠와 뉴욕 닉스가 있다. WNBA에는 뉴욕 리버티도 속하고 있다. 최초의 국립 대학교 농구 선수권 대회인 내셔널 인비테이션 토너먼트는 1938년에 뉴욕에서 개최되어, 지금도 매년 개최되고 있다.
앞서 말한 스포츠 이외에도 뉴욕에서는 각종 스포츠 대회가 개최되고 있다. 퀸스 플러싱에서는 그랜드 슬램 중 하나인 US 테니스 오픈 챔피언쉽이 열린다. 뉴욕 마라톤은 세계 최대의 마라톤 대회로, 2004년부터 2008년까지의 레이스 완주자 수는 세계 역사상 기록 1위부터 5위까지를 차지하고 있다. 밀로즈 게임스는 매년 열리는 육상 경기 대회이다. 권투는 매년 매디슨 스퀘어 가든에서 아마추어 복싱 골든 글로브스가 열린다.
뉴욕 이민 사회와 결부된 스포츠도 많다. 스틱볼은 야구의 길거리 버전으로 1930년대에 이탈리아계, 독일계, 아일랜드계 노동자 계급의 젊은이들 사이에서 유행했고 지금도 많이 행해지고 있으며, 브롱크스의 한 거리는 스틱볼 거리로 이름이 바뀌기도 하였다. 최근 남아시아와 카리브 제도에서 온 이민자의 유입에 따라 여러 아마추어 크리켓 리그도 개최되고 있다. 스트리트 하키, 축구, 야구 등의 스포츠는 뉴욕의 거리에서 흔히 볼 수 있다. 뉴욕은 남녀노소 많은 사람들이 길거리 스포츠를 즐기고 있기 때문에 세계 최대의 도시 놀이터라고도 불린다.

## 경제

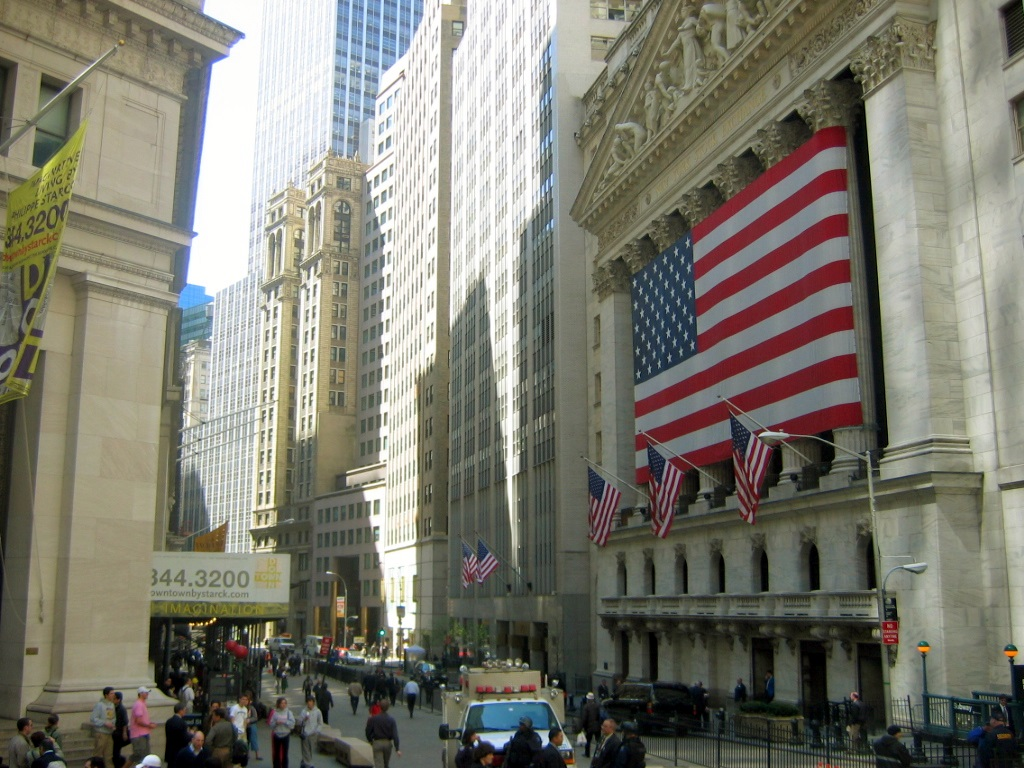
월 스트리트에 위치한 뉴욕 증권거래소로, 세계 최대의 증권 거래소이다.

2009년 뉴욕의 시내 총생산은 6,014억 달러이며, 뉴욕 대도시권 지역의 총생산은 1조 2103억 달러이다. 또한, 런던, 도쿄도, 홍콩과 함께 세계 최고 수준의 금융 센터이다. 2005년, 뉴욕 대도시권 지역의 구매력의 GMP (도시권 총생산)는 약 1조 1300억 달러이며, IT 위크 잡지에 따르면 미국 최대의 경제도시이자 세계 제2위의 경제 도시이다. Cinco Dias 잡지에 따르면 뉴욕은 2008년 말 세계 금융의 40%를 좌지우지하고 있으며, 세계 최대의 금융 중심지라고 한다. 포춘 글로벌 500에 따르면, 글로벌 대기업의 본사 수가 세계에서 도쿄, 베이징, 파리에 이어 4번째로 많은 도시이다. 민간 부문의 업무 중 약 10%가 외국 기업이다.
세계적으로 뉴욕은 땅값이 비싸다. 파크 거리 450번지는 2007년 7월 2일에 5억 1,000달러 (1m²당 약 1만 7,104달러)에 거래되었으며, 전월 매디슨 거리 660번지가 1m²당 약 1만 5,887달러에 거래된 기록을 갈아 치웠다.
2013년 맨해튼에는 약 5억 2,000만 평방 피트(4,810만 m²)의 사무실 공간이 있는데, 미국에서 가장 큰 규모이다. 미드타운 맨해튼은 미국 최대의 중심 업무 지구이다. 로어 맨해튼은 미국 3위의 중심 업무 지구로, 월 스트리트의 뉴욕증권거래소, 나스닥이 있다. 평균 일일거래량과 시가총액은 세계 1위이며, 증권거래소 상장기업수는 세계2위이다. 2006년 뉴욕의 부동산 전체 시가 총액은 8,024억 달러에 달했다. 타임 워너 센터는 2006년 11억 달러의 뉴욕 최고의 시가를 자랑한다. 금융업은 뉴욕의 급여 소득 중 35% 이상을 차지하고 있다. 월 스트리트 투자은행의 2012년 총액은 400억 달러가 넘는다. 2013년 7월 뉴욕증권거래소를 운영하고 있는 NYSE 유로넥스트는 영국은행가협회가 가지고 있던 리보금리를 인수했다.
뉴욕의 텔레비전 및 영화 산업은 할리우드에 이어 미국 두 번째로 큰 규모이다. 뉴미디어, 광고, 패션, 디자인, 건축 등 창조적인 산업에서의 고용이 차지하는 비율은 증가하고 있으며, 뉴욕은 이러한 산업에서 강한 경쟁력을 발휘하고 있다. 생명 공학, 소프트웨어 개발, 게임 디자인, 인터넷 서비스 등 첨단 산업도 성장하고 있다. 그 외에도, 비영리 단체, 대학교, 의약 연구 등도 중요한 산업 중 하나이다.

## 정부 기관

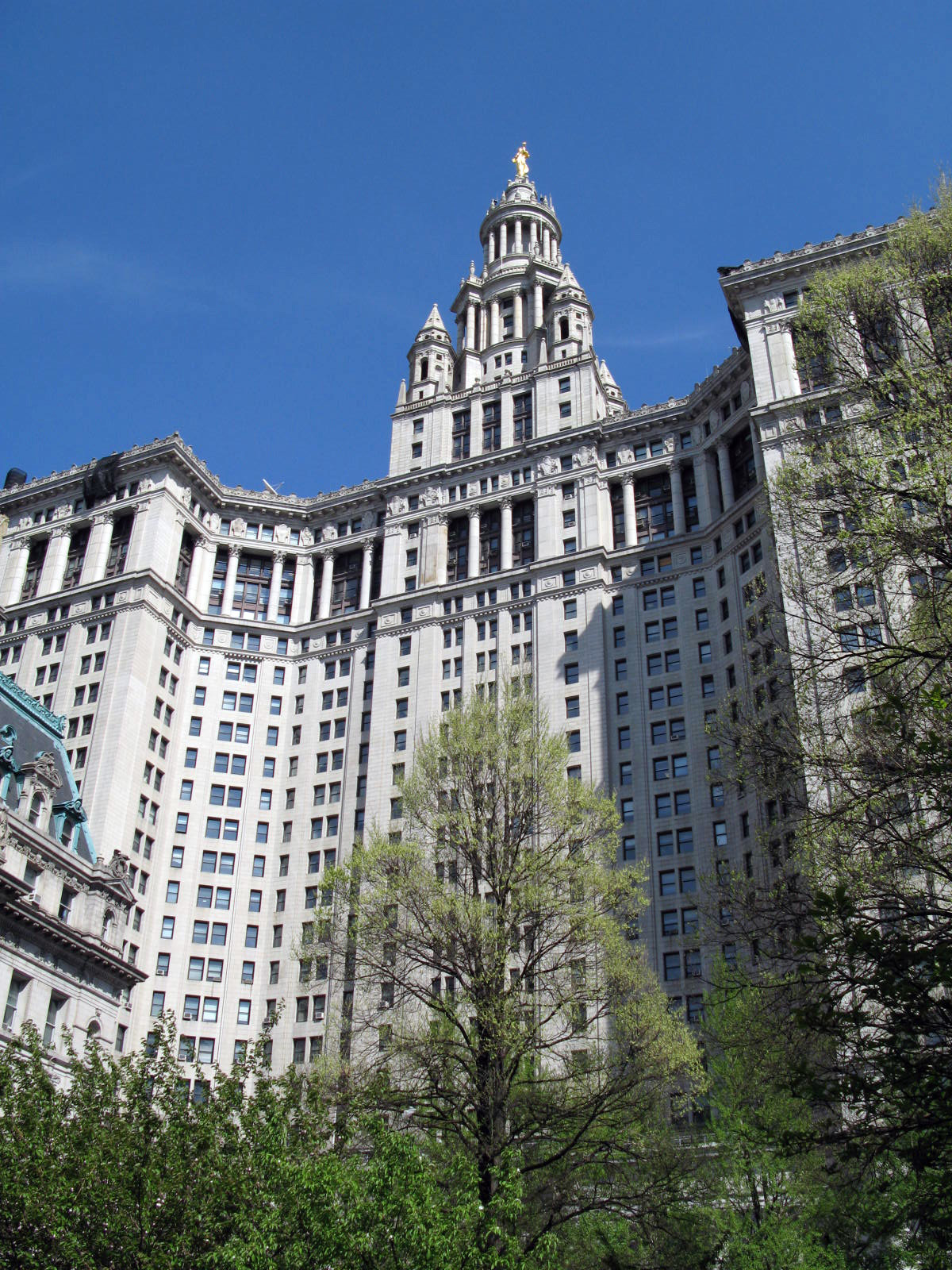
맨해튼 지자체 빌딩. 1898년 뉴욕 합병 이후 시청 공간 수요를 조달하기 위해 지어진 40층 건물이다.

1898년 합병 이후, 뉴욕은 시장, 의회가 강력한 권한을 갖고 있다. 뉴욕 정부의 권한은 다른 많은 미국 도시보다 집중되어 있다. 중앙 정부는 공교육, 교정 시설, 도서관, 치안, 복지 시설, 보건, 수도, 복지 서비스 등에 대한 권한을 가진다. 시장과 시의회 의원은 4년 임기로 선출된다. 시의회는 일원제로, 각 선거구에서 선출된 51명의 의원으로 구성된다. 시장과 시의회 의원의 임기는 연속 3번까지 제한되어 있지만, 4년 뒤에, 재선이 가능하다.
현재 시장은 민주당 소속의 빌 더블라지오이다. 전 시장이었던 마이클 블룸버그는 무소속이었으나 공화당과 뉴욕 독립당의 지지를 받고, 2001년, 2005년, 2009년에 3번 당선되었다. 블룸버그는 뉴욕의 교육 시스템의 권한을 국가에서 이관시킨 것, 도시 계획, 경제 진흥, 재정 건전화, 공중 보건 정책 등으로 유명하다. 2기 때에는 학교 개혁, 빈곤 감소, 엄격한 총기 규제 등을 행정 중심 과제에 두었다. 보스턴 시장 토머스 메니노하고 2006년, 불법 총기를 도시에서 일소함으로써 공공의 안전을 도모한다는 목표를 내걸고, 불법 총기와 싸우는 시장 협회라는 단체를 결성하였다. 1924년 이후 뉴욕 내에서는 국가 수준의 선거와 대통령 선거에서 공화당이 이긴 적이 없다. 선거 공약의 핵심 논점은 주택 가격의 인하, 교육, 경제 진흥 등이며, 노동 정책이 중요성을 가지고 있다.

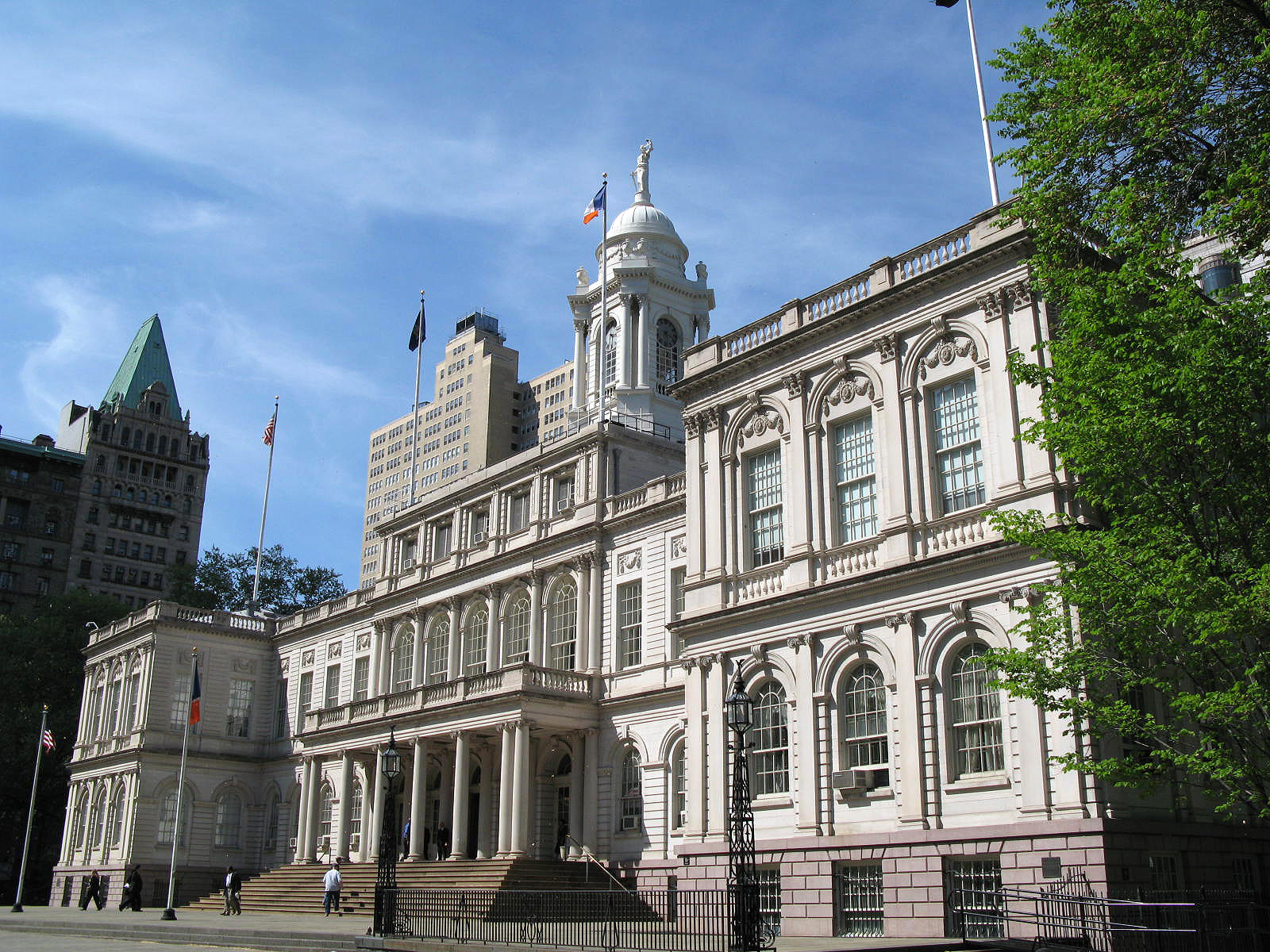
뉴욕 시청의 현역 시청은 미국에서 가장 오래되었다.

뉴욕은 정치 자금 모금에 미국에서 가장 중요한 장소이다. ZIP 코드별로 볼 때 정치 헌금액 톱 5개 중 4지구가 맨해튼에 있다. 1위인 "10021"은 어퍼 이스트 사이드에 위치하며, 2004년 대선에서는 조지 W. 부시와 존 케리의 두 후보의 최대 자금원이었다.
각 행정구는 뉴욕 고등 법원이 위치한 사법 구역과 일치한다. 다른 주 법원이나 시 법원이 위치하는 경우도 있다. 맨해튼에는 뉴욕 고위 법원 항소부 제1부가 놓여 있고, 브루클린에는 항소부 제2부가 놓여있다. 시청 근처에는 미국 뉴욕 남쪽 지방 법원, 미국 제2 순회구 항소 법원, 국제 통상 법원 등 연방 법원도 놓여있다. 브루클린에는 미국 뉴욕 동쪽 지방 법원이 놓여있다.

### 치안 및 범죄

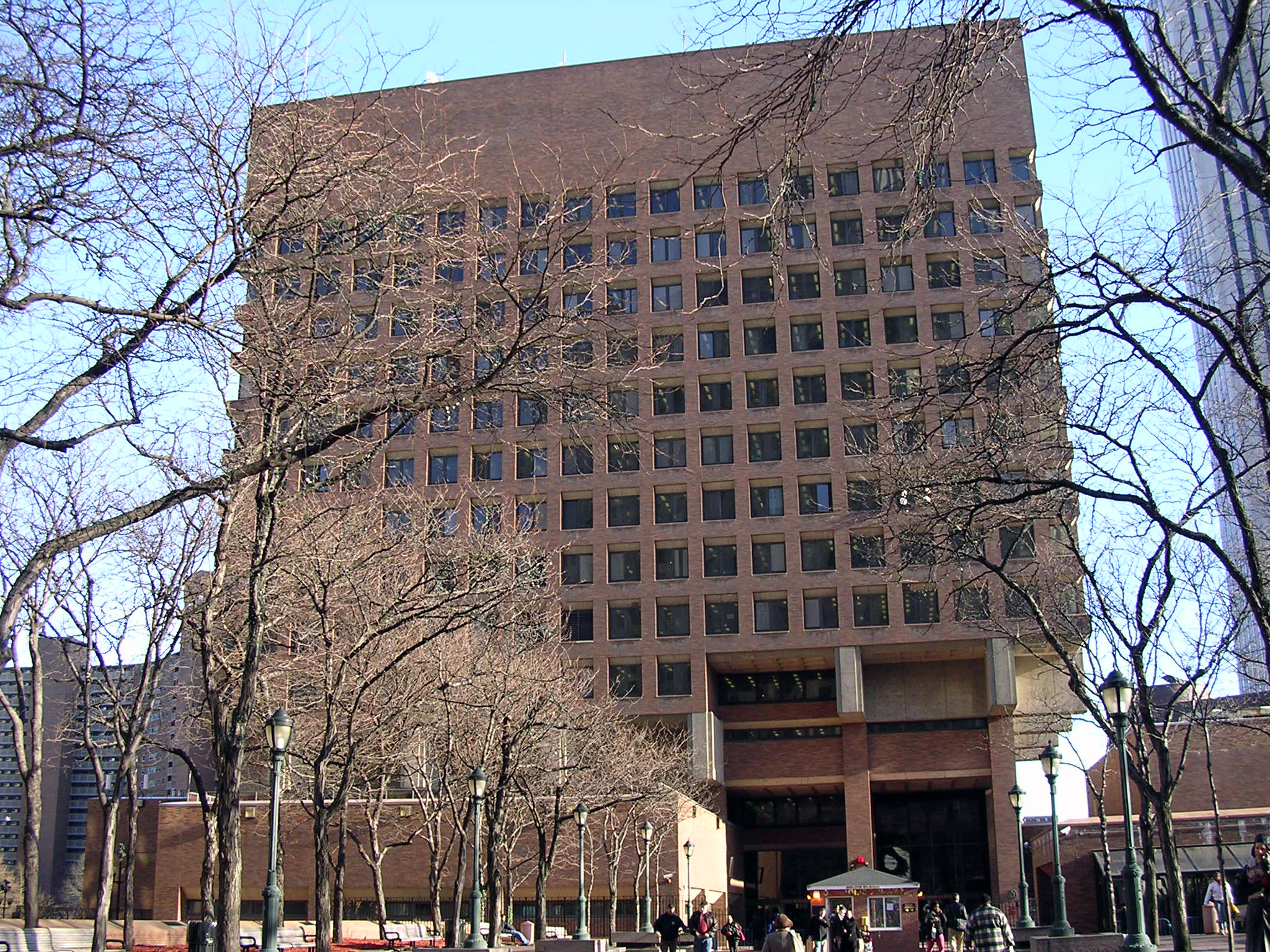
뉴욕 경찰국의 본청사인 1 폴리스 플라자로, 로어맨해튼에 위치하고 있다.

2005년부터 뉴욕의 범죄율은 미국의 25대 도시 중 최저를 지키고 있다. 1980년대부터 1990년대 초까지의 범죄 억제 정책으로 인해 크랙 붐 시대보다 안전해졌다. 2002년까지 10만 명 이상의 미국 216개 도시에서 전체 범죄 발생률 197위를 차지했다. 강력 범죄는 1993년에서 2005년 사이에 75% 감소하였다. 미국 전체에서 증가하는 경향에 있는 반면, 뉴욕은 감소되고 있다. 2005년 살인 사건 발생률은 1966년 이후 최저 수준이다. 2007년에는 1963년에 범죄 통계가 된 후 처음인 살인 사건 500건 미만이라는 기록도 있다.
경찰관이 피의자에 발포하는 건수도 줄고 있어 2010년은 1971년 통계 작성 이래 최저인 93건으로 처음으로 두 자리가 되었다. 사상 최대가 1972년 994건이며, 2010년은 그것의 약 10분의 1 수준이다. 또한 경찰의 총에 맞아 사망이나 부상하는 사람의 숫자도 역대 최저이며, 경찰관에 총격으로 제압된 사람의 수는 34명이었다. 경찰관 1000명당 피의자에 대한 집행 실탄의 위험 사격의 비중도 2002년 0.34이었던 것에 비해, 2010년은 0.24이다.
경찰관이 사격을 필요로 하는 상황 자체가 줄었다고 생각한 경찰 위원장은 "경찰관의 증원과 장전 탄수의 증가에도 불구하고 피의자에 대한 집행 실탄의 위험 사격 건수가 줄어든 것은 경찰의 훈련과 억지력이 치안 향상에 기여했기 때문이다."라고 말하고 있다.
사회학자와 범죄학자 사이에서는 왜 뉴욕의 범죄율이 이렇게 극적으로 감소했는지에 대해서는 의견 일치를 보이지 않고 있다. 범죄 분석 예측시스템인 컴스탯과 깨진 유리창 이론 등 뉴욕 경찰이 취한 새로운 전술의 공적이라고 하는 사람도 있는 반면, 크랙붐이 끝났으며, 인구 변동에 따른 것이라고 하는 사람도 있다.
1820년대의 40명의 도적, 로치 가즈 등 스트리트 갱의 발호 이후 뉴욕은 조직범죄의 무대로 보고되어 왔다. 20세기에는 5대 패밀리의 아메리칸 마피아가 대두했으며, 블랙 스페이즈 등의 스트리트 갱도 20세기 후반에 성장하였다.

### 도시 계획

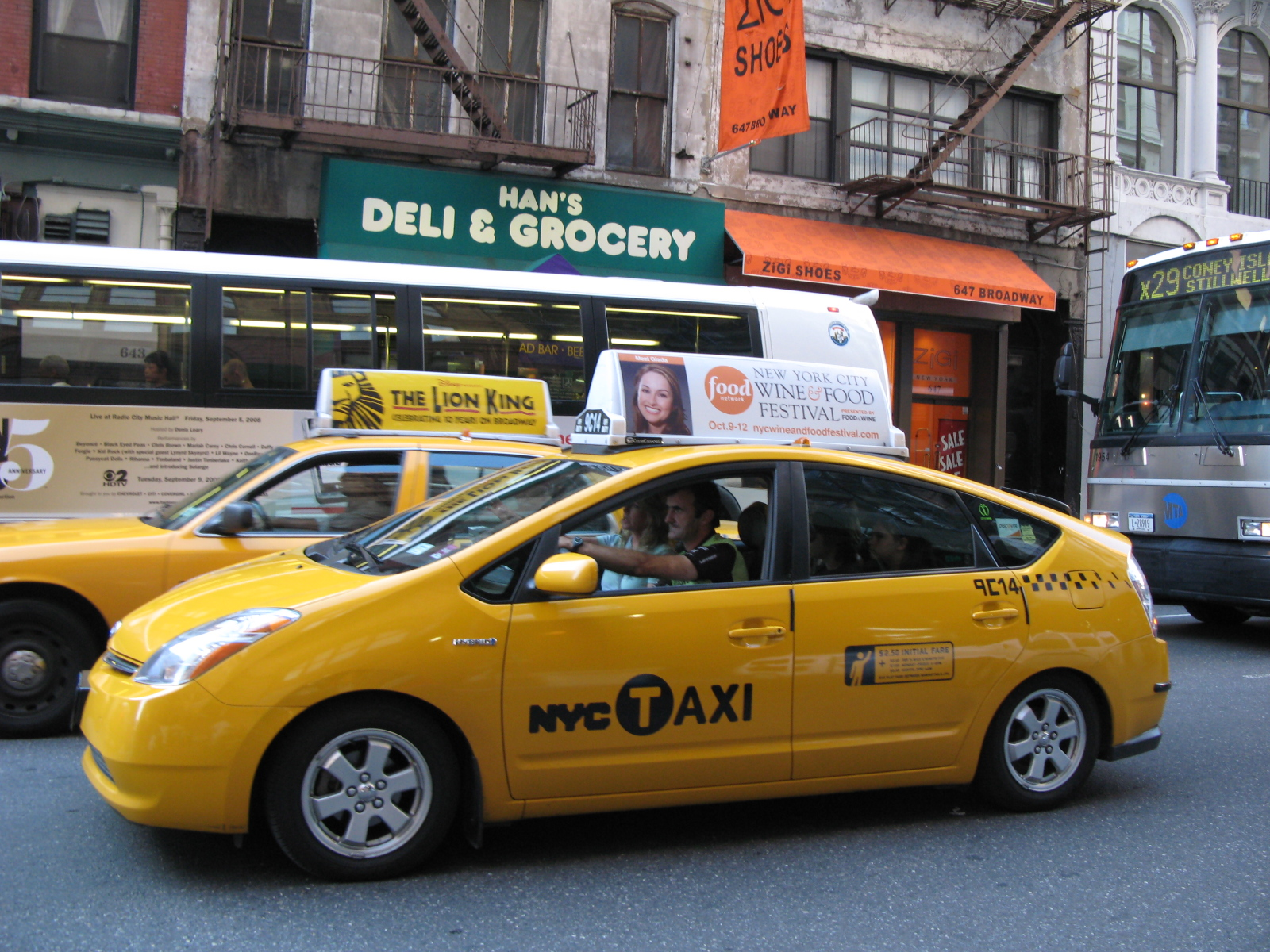
2010년 7월 기준으로 하이브리드 택시는 3,715대가 있으며, 북아메리카에서 가장 큰 수치이다.

뉴욕의 휘발유 소비량은 1920년대 미국 평균과 같은 수준이다. 온실 가스 배출량은 미국 평균이 1인당 24.5톤인 반면, 뉴욕은 1인당 7.1톤이다. 또한, 뉴욕 시민이 미국 인구의 2.7%를 차지하는 한편, 미국 전체 온실 가스 배출량에서 차지하는 비율은 1%이다. 뉴욕 시민의 평균 전기 소비량은 샌프란시스코 시민의 절반 이하, 댈러스 시민의 4분의 1이다.
뉴욕은 환경 부하를 줄이는 데 중점을 두고 있다. 환경오염 때문에 시민들 사이에서는 천식과 같은 기타 호흡기 질환의 발생률이 높아지고 있다. 뉴욕에 위치한 사무소 및 공공시설은 가장 에너지 효율이 높은 설비를 구입하는 것이 의무화되어 있다. 또한 하이브리드 자동차나 압축 천연 가스 자동차의 수는 미국 최대이며, 미국 최초의 하이브리드 택시도 달리고 있다. 뉴욕은 미국 환경 보호국에 온실 가스를 오염 물질로 규제하도록 주장하였다. 또한 뉴욕은 에너지 효율적인 녹색 건축 분야에서도 허스트 타워에서 볼 수 있듯 선진적인 입장에 서있다.
뉴욕의 식수는 캐츠킬산맥의 집수역에서 여러 터널을 거쳐 공급된다. 집수역의 천연의 물 여과는 물 처리 공장에 의한 식수 정화를 필요로 하지 않는다. 이러한 도시는 뉴욕을 포함해 미국에 네 개 밖에 없다.

## 교육

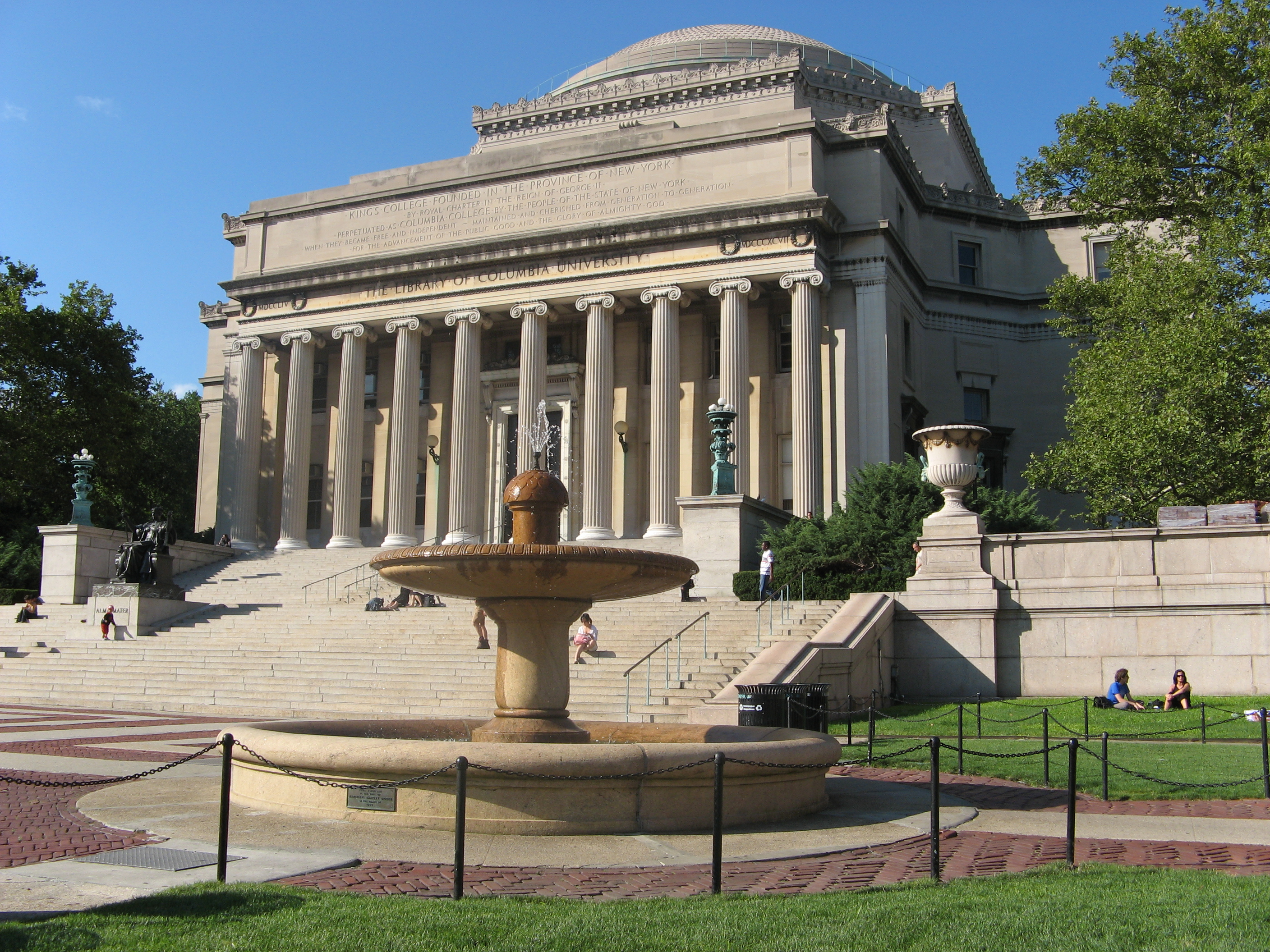
컬럼비아 대학교의 로 메모리얼 도서관

뉴욕의 공립학교 시스템은 뉴욕 교육국에 의해 운영되고 있으며, 미국 최대이다. 약 110만 명의 학생이 1,200개의 초등학교, 중학교에서 교육을 받고 있다. 그 외, 종교계 등의 학교를 합치면 약 900개의 사립학교가 있다. 뉴욕이 대학 도시라는 이미지는 별로 없지만, 실은 약 59만 4000명의 대학생이 있으며, 이것은 미국에서 최대이다. 2005년, 맨해튼의 사는 사람 5명 중 3명은 대학 졸업생이며, 4명 중 1명은 더 높은 학위를 가지고 있으며, 미국의 도시 중에서도 고학력 사람들이 모인 도시 중 하나이다. 뉴욕에는 컬럼비아 대학교, 뉴욕 대학교, 포드햄 대학교, 세인트 존스 대학교, 예시바 대학교, 뉴 스쿨, 바너드 대학교, 줄리아드 학교, 페이스 대학교, 쿠퍼 유니언 등 종교계와 전문계 등을 포함한 많은 명문 사립 대학이 있다. 또한 공적인 교육 기관으로는 미국 제 3위 규모의 공립 대학인 뉴욕시립대학교, 뉴욕 주립 대학교가 있다.
의학, 생명 과학 분야의 연구도 활발하다. 뉴욕 시내에서 연간 수여되는 생명 과학 학위는 미국 최대이며, 뉴욕에는 의사 자격증을 가진 사람 4만 명이 있으며, 노벨상 수상자는 127명이나 있다. 주요 생물 의학 연구 기관으로는 메모리얼 슬론 케터링 암 센터, 록펠러 대학교, SUNY 다운스테이트 의료 센터, 앨버트 아인슈타인 의과 대학교, 마운트 시나이 의과 대학교, 윌 코넬 메디컬 칼리지 등이 있다.
뉴욕 공공 도서관은 미국 내 최대의 책 권수를 자랑하는 공공 도서관이며, 맨해튼, 브롱크스, 스태튼아일랜드에 서비스를 제공하고 있다. 퀸스에는 퀸스 도서관이 있고, 이는 미국 제2의 공공 도서관이다. 브루클린에 브루클린 공공 도서관이 있다.

## 교통

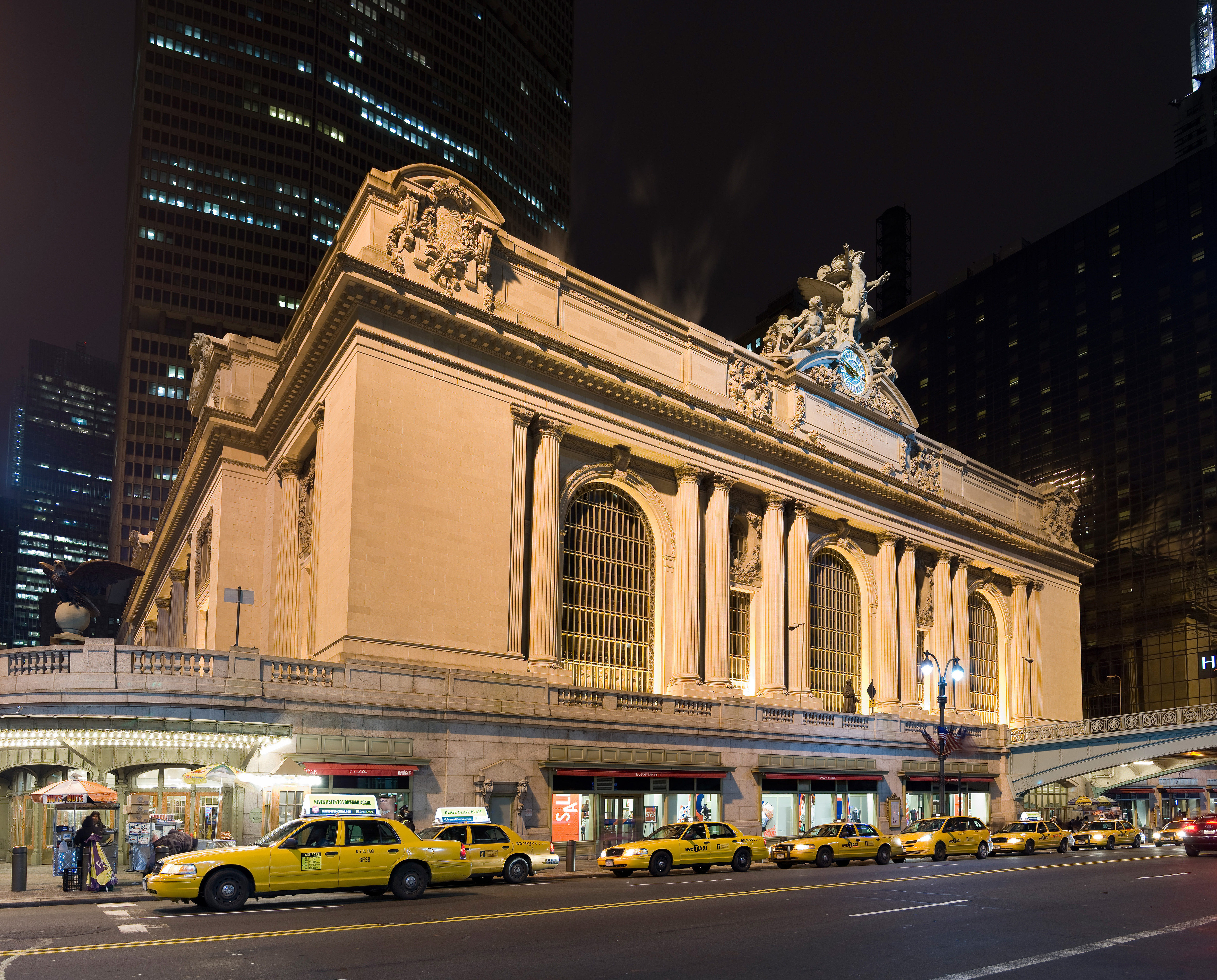
그랜드 센트럴 터미널

뉴욕은 대중교통이 잘 발달되어 있다. 2005년 기준으로 시민의 54.6%가 대중교통을 이용해 통근, 통학하고 있다. 미국의 모든 대중교통 이용자의 약 3분의 1, 철도 사용자의 약 3분의 2가 뉴욕과 그 근교에 살고 있다. 이는 다른 지역에서 약 90%가 출퇴근 차량을 이용하고 있는 것과는 대조적이다. 미국 인구조사국에 따르면, 뉴욕 시민이 출퇴근에 걸쳐있는 시간은 하루 평균 34.6분이며, 대도시 중에서는 최장이다. 또한, 뉴욕은 인구 밀도는 높지만 자동차 이용률이 낮고 대중교통 이용률이 높기 때문에, 미국에서 가장 에너지 효율이 높은 도시 중 하나이다.
철도
뉴욕에는 암트랙이 다니고 있으며, 펜실베이니아역을 출발한다. 암트랙 북동쪽 회랑을 통해, 보스턴, 필라델피아, 워싱턴 D.C. 등과 연결되어 있으며, 시카고, 뉴올리언스, 마이애미, 토론토, 몬트리올 등도 장거리 철도로 연결되어 있다.

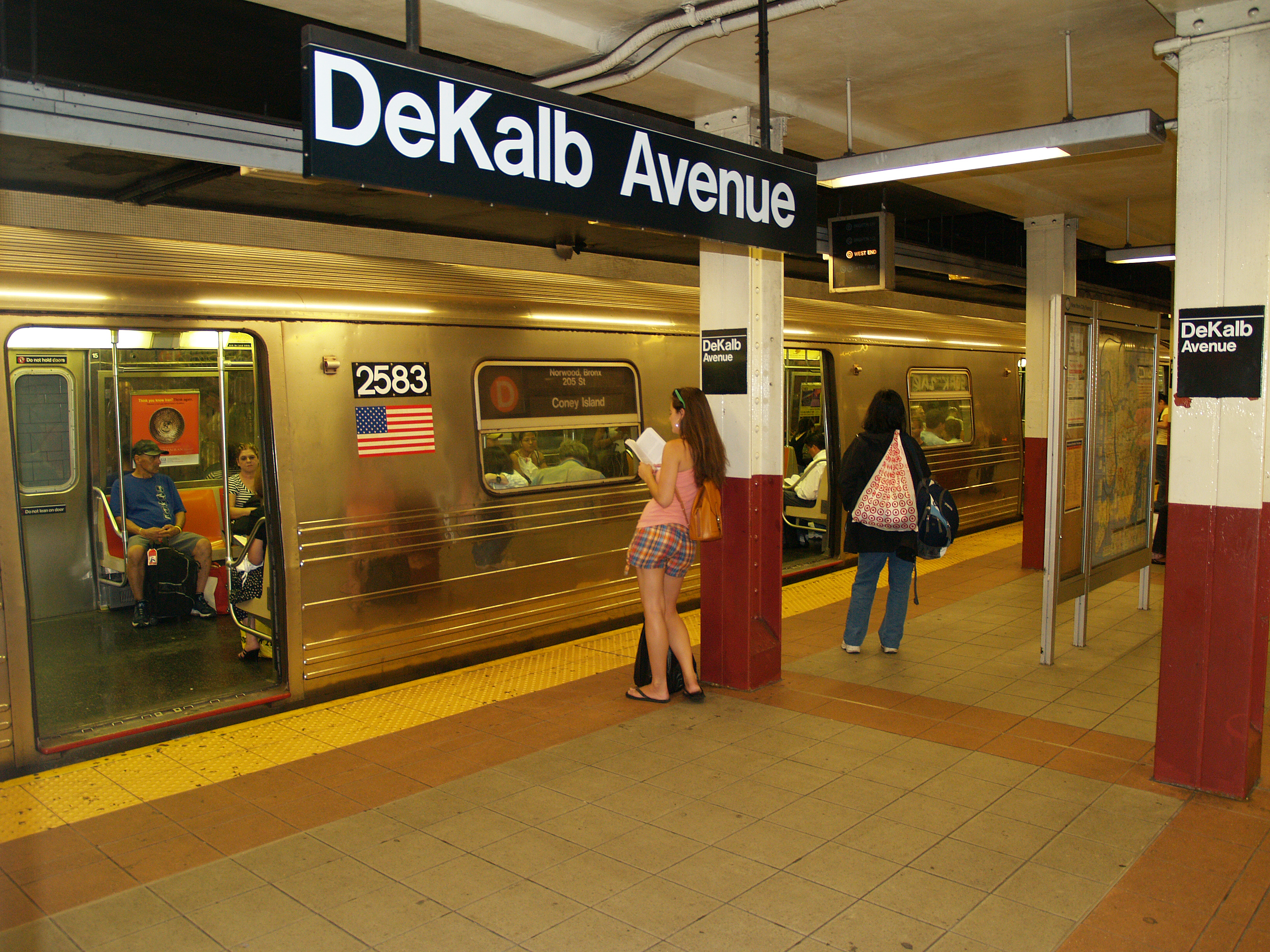
뉴욕 지하철은 역의 수 및 영업 거리에서 세계 최대의 지하철망이다.

뉴욕 지하철은 영업역 수가 468개이며, 그 수로는 세계 최대의 지하철망이다. 2006년의 승객수는 총 15억 명이며, 연간 승객수로 세계 3위이다. 런던 지하철, 파리 메트로, 몬트리올 지하철, 워싱턴 메트로, 마드리드 지하철, 도쿄 지하철 등 대부분의 도시에서 야간에 폐쇄되는 반면, 거의 전 노선에서 하루 24시간 영업하고 있는 것도 큰 특징이다.
뉴저지주, 코네티컷주, 뉴욕은 철도에 의해 연결되어있어, 롱 아일랜드 철도, 메트로 노스 철도, 뉴저지 트랜짓이 달리고 있다. 이 철도는 그랜드 센트럴 역과 펜실베이니아 역에 집중되고 있으며, 250개 이상의 역과 20개 이상의 노선이 있다. 그 외, 스태튼아일랜드를 달리는 스태튼아일랜드 철도, 뉴욕 지하철과 뉴저지 북서부를 연결하는 경로 트레인이 있다.
버스
메트로폴리탄 트랜스포테이션 오서리티 (MTA)의 버스는 다섯 개의 행정구를 모두 달리고 있다. 버스 정류장의 수는 1만 2,507개가 있다. 2008년 1년 간 총 7억 4,700만 명이 이용하고 있다. 포트 오서리티 버스 터미널에는 하루에 7000개의 버스가 발착하고 1일 20만 명의 통근객이 이용하고 있다.
항공

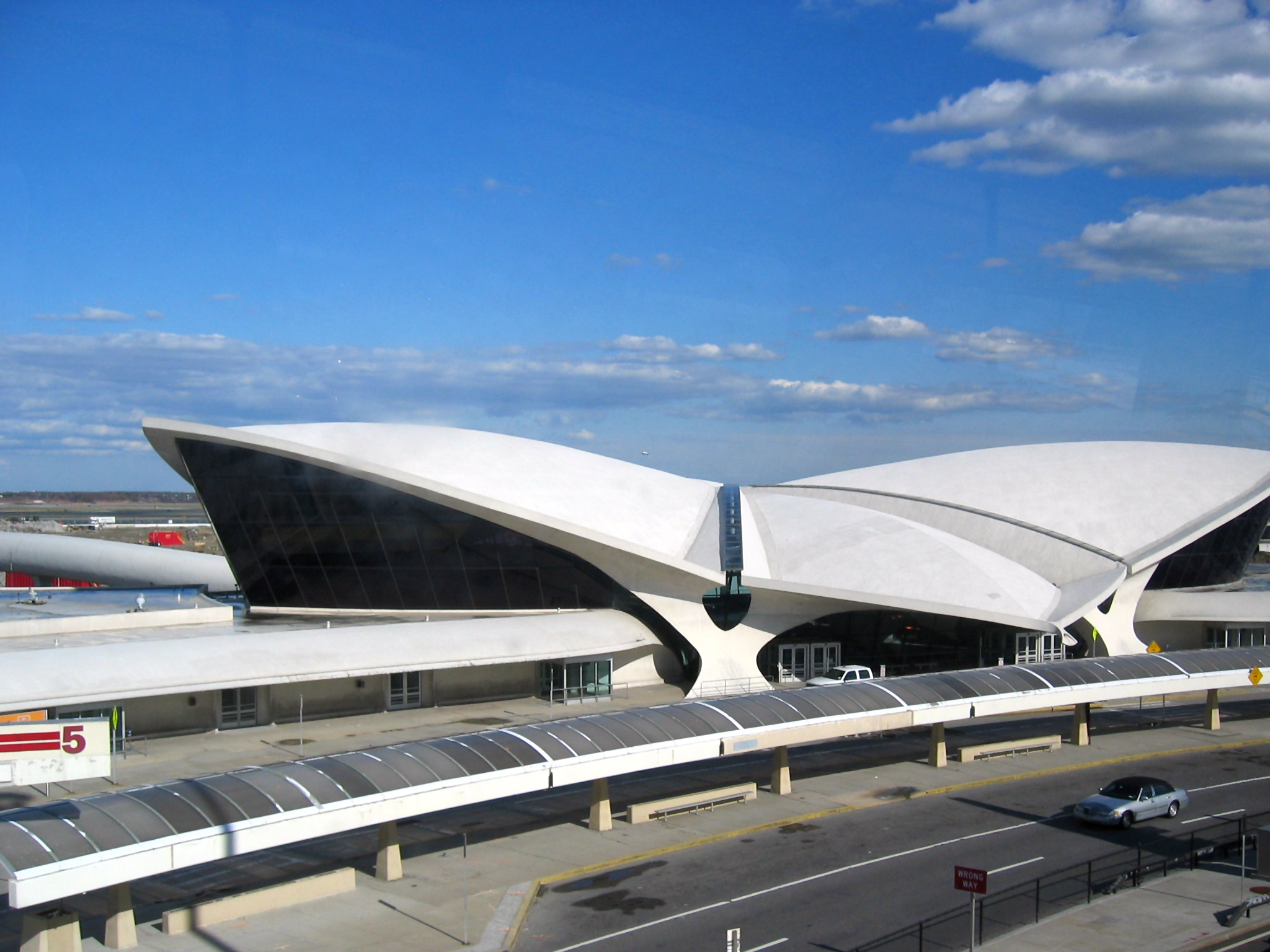
존 F. 케네디 국제공항의 TWA 비행 센터 빌딩

뉴욕은 국제 여객에게 있어서 미국 최대의 관문이다. 뉴욕 도시권에는 퀸스 지역에 존 F. 케네디 국제공항, 라과디아 공항, 뉴저지에 뉴어크 리버티 국제공항 3개가 있다. 특히 존 F. 케네디 공항은 전 세계의 편리한 장소로 거점이 되고 있다. 또한 네 번째 공항으로 뉴욕 뉴버그 근교의 스튜어트 국제공항이 위 3개의 공항을 관리하는 뉴욕 뉴저지 항만 공사에 흡수하여, 증가하는 여객에 대응하기 위한 완화 공항으로 확장 및 정비될 계획이 있다.
기타
뉴욕은 대중교통 이용자도 많지만, 자전거 이용자도 많다. 하루에 자전거를 타는 사람은 12만 명이다. 도보 통근자도 많으며, 미국의 주요 도시 중 가장 에너지 효율이 높은 도시이다. 시내 이동 방법에서 도보와 자전거는 21%를 차지해 미국 대도시의 비율 8%와 비교하면 상당히 높다.
대중교통 네트워크를 보완하기 위해, 뉴욕에는 고속도로, 공원 도로 (파크웨이)가 펼쳐져 있고, 뉴저지 북부, 웨스트체스터군, 롱아일랜드, 코네티컷주 남서부와 도시로 이어지고 있다. 이 도로는 교외에서 통근 도로로 수백만 명이 이용하고 있으며, 특히 출퇴근 시간에는 매일 같이 교통 체증이 일어나기도 한다. 조지 워싱턴 다리는 세계에서 자동차의 통행에서 가장 혼잡한 다리의 하나이다.

베라자노 내로스 교는 세계에서 가장 긴 중 현수교 중 하나이다.

1811년 위원회 계획에 의한 도로의 바둑판화는 뉴욕의 거리 발전에 큰 영향을 주었다. 다수의 스트리트와 애비뉴 중에서도, 브로드웨이, 월 스트리트, 매디슨 애비뉴는 미국에서 각각 극장, 금융, 광고 산업을 가리키는 말로서도 사용되고 있다.
이 외에도, 뉴욕에는 북아메리카 최대의 브루클린과 스태튼아일랜드를 연결하는 현수교 베라자노 내로스 교, 세계 최초의 기계 환기에 의한 운송 터널인 홀랜드 터널, 북아메리카 유일의 공중 통근 케이블카인 루스벨트섬과 맨해튼을 연결하는 루스벨트 아일랜드 트램웨이, 1만 2000대 이상의 옐로 캡이라 불리는 택시가 있다. 또한, 맨해튼과 도시의 내외 곳곳을 연결하는 페리도 많은데, 스태튼아일랜드 페리가 대표적이다. 스태튼아일랜드 페리는 스태튼아일랜드와 로어 맨해튼 사이의 거리 8.4km를 연결하는 페리이며, 연간 1,900만 명 이상의 승객을 수송한다.

## 자매 도시
뉴욕은 공식적으로 11개 도시와 자매 도시를 맺고 있다. 뉴욕과 마찬가지로 상하이, 베이징을 제외한 모든 도시는 그 나라에서 가장 인구가 많은 도시이며, 요하네스버그 이외의 도시는 사실상 또는 법률상의 수도이다.
| 도시         | 국가              | 체결 연도 |
| ------------ | ----------------- | --------- |
| 도쿄도       | 일본              | 1960      |
| 베이징시     | 중화인민공화국    | 1980      |
| 카이로       | 이집트            | 1982      |
| 마드리드     | 스페인            | 1982      |
| 산토도밍고   | 도미니카 공화국   | 1983      |
| 부다페스트   | 헝가리            | 1992      |
| 로마         | 이탈리아          | 1992      |
| 예루살렘     | 이스라엘          | 1993      |
| 런던         | 영국              | 2001      |
| 요하네스버그 | 남아프리카 공화국 | 2003      |
| 브라질리아   | 브라질            | 2004      |

| 뉴욕시 글로벌 협력 네트워크 |
| --- |
| 아프리카 - 가나 아크라 - 에티오피아 아디스아바바 - 남아프리카 공화국 케이프타운 - 나이지리아 라고스 - 가봉 리브르빌 - 케냐 나이로비 아시아 (동아시아) - 대한민국 창원시 - 중화인민공화국 충칭시 - 중화인민공화국 광저우시 - 홍콩 - 대한민국 서울특별시 - 중화인민공화국 상하이시 - 중화인민공화국 선양시 - 중화민국 타이베이시 (남아시아) - 인도 벵갈루루 - 인도 델리 - 방글라데시 다카 - 파키스탄 카라치 - 인도 뭄바이 (동남아시아) - 태국 방콕 - 베트남 비엔호아 - 베트남 호찌민시 - 인도네시아 자카르타 - 말레이시아 쿠알라룸푸르 - 필리핀 마닐라 - 싱가포르 (서아시아) - 아랍에미리트 두바이 - 튀르키예 이스탄불 - 이스라엘 텔아비브 오세아니아 - 오스트레일리아 멜버른 - 오스트레일리아 시드니 유럽 (서유럽) - 독일 베를린 - 독일 뒤셀도르프 - 스위스 제네바 - 독일 함부르크 - 독일 하이델베르크 - 독일 뮌헨 - 체코 프라하 - 오스트리아 빈 - 폴란드 바르샤바 (동유럽) - 우크라이나 키이우 - 러시아 모스크바 - 러시아 상트페테르부르크 (북유럽) - 덴마크 코펜하겐 - 핀란드 헬싱키 - 노르웨이 오슬로 - 스웨덴 스톡홀름 (남유럽) - 스페인 바르셀로나 - 루마니아 부쿠레슈티 - 포르투갈 리스본 - 이탈리아 밀라노 - 코소보 프리슈티나 (서유럽) - 네덜란드 암스테르담 - 벨기에 안트베르펜 - 영국 벨파스트 - 벨기에 브뤼셀 - 아일랜드 더블린 - 영국 에든버러 - 영국 글래스고 - 룩셈부르크 룩셈부르크시 - 프랑스 리옹 - 프랑스 파리 - 네덜란드 로테르담 - 네덜란드 헤이그 북아메리카 (캐나다) - 캘거리 (앨버타주) - 에드먼턴 (앨버타주) - 몬트리올 (퀘벡주) - 오타와 (온타리오주) - 퀘벡 (퀘벡주) - 토론토 (온타리오주) - 밴쿠버 (브리티시컬럼비아주) - 빅토리아 (브리티시컬럼비아주) - 위니펙 (매니토바주) (멕시코, 중앙아메리카, 카리브) - 멕시코 쿠에르나바카 (모렐로스주) - 멕시코 멕시코시티 - 멕시코 몬테레이 (누에보레온주) - 파나마 파나마시티 (미국) - 볼티모어 (메릴랜드주) - 보스턴 (매사추세츠주) - 시카고 (일리노이주) - 로스앤젤레스 (캘리포니아주) - 필라델피아 (펜실베이니아주) 남아메리카 - 콜롬비아 보고타 - 아르헨티나 부에노스아이레스 - 베네수엘라 카라카스 - 아르헨티나 코르도바 - 브라질 쿠리치바 - 페루 리마 - 콜롬비아 메데인 - 브라질 리우데자네이루 - 칠레 산티아고 - 브라질 상파울루 |